# Liste der Kulturdenkmale in Halle (Saale)/Paulusviertel
In der Liste der Kulturdenkmale in Halle (Saale)/Paulusviertel sind alle  Kulturdenkmale der kreisfreien Stadt Halle (Saale) des Paulusviertels im Stadtbezirk Nord aufgelistet. Grundlage ist das Denkmalverzeichnis des Landes Sachsen-Anhalt, das auf Basis des Denkmalschutzgesetzes des Landes Sachsen-Anhalt vom 21. Oktober 1991 durch das Landesamt für Denkmalpflege und Archäologie Sachsen-Anhalt erstellt und seither laufend ergänzt wurde (Stand: 31. Dezember 2022).

## Kulturdenkmale nach Ortsteilen

### Paulusviertel
| Lage | Bezeichnung                     | Beschreibung | Erfassungs- nummer | Ausweisungsart                   | Bild                    |
| --- | ------------------------------- | --- | ------------------ | -------------------------------- | ----------------------- |
| Adolf-von-Harnack-Straße 1 bis 28, Albert-Schweitzer-Straße 1 bis 10, 12a, 12b, Brandenburger Straße 1 bis 12, Carl-von-Ossietzky-Straße 1 bis 16, 21 bis 30, Dittenbergerstraße 1/2, 4 bis 6, 7/7a, 8 bis 10, Ernst-Moritz-Arndt-Straße 1 bis 8, Fischer-von-Erlach-Straße 1, 2, Fritz-Reuter-Straße 1 bis 16, Goethestraße 1 bis 38, Hardenbergstraße 1 bis 23, Heinrich-Heine-Straße 1 bis 5a, 6 bis 12, Heinrich-Zille-Straße 1, 9 bis 11, 11a, 12, 12a, 13, 13a, 14, 14a, 15 bis 17, Herderstraße 1 bis 6 (Karte) | Stadtviertel                    | Paulusviertel | 094 71171          | Denkmalbereich                   | Weitere Bilder          |
| Adolf-von-Harnack-Straße 1, 2, 3, 4, 5, 6, 7, 8, 9, 10, 11, 12, 13, 14, 15, 18, 19, 20, 21, 22, 23, 24, 25, 26, 27, 28 (Karte) | Straßenzug                      | Straßenzug | 094 71171 001      | Teilobjekt eines Denkmalbereichs | BW                      |
| Albert-Schweitzer-Straße 1, 2, 3, 4, 5, 6, 7, 8, 9, 10, 12a, 12b | Straßenzug                      | Straßenzug | 094 71171 002      | Teilobjekt eines Denkmalbereichs |                         |
| Brandenburger Straße 1, 2, 3, 4, 5, 6, 7, 8, 9, 10, 11, 12 | Straßenzug                      | Straßenzug | 094 71171 004      | Teilobjekt eines Denkmalbereichs |                         |
| Carl-von-Ossietzky-Straße 1, 2, 3, 4, 5, 6, 7, 8, 9, 10, 11, 12, 13, 14, 15, 16, 21, 22, 23, 24, 25, 26, 27, 28, 29, 30 | Straßenzug                      | Straßenzug | 094 71171 005      | Teilobjekt eines Denkmalbereichs |                         |
| Dittenberger Straße 1/2, 4, 5, 6, 7/7a, 8, 9, 10 | Straßenzug                      | Straßenzug | 094 71171 006      | Teilobjekt eines Denkmalbereichs |                         |
| Ernst-Moritz-Arndt-Straße 1, 2, 3, 4, 5, 6, 7, 8 | Straßenzug                      | Straßenzug | 094 71171 007      | Teilobjekt eines Denkmalbereichs |                         |
| Fritz-Reuter-Straße 2, 3, 4, 5, 6, 7, 8, 9, 10, 11, 12, 13, 13a, 14, 15, 16 | Straßenzug                      | Straßenzug | 094 71171 008      | Teilobjekt eines Denkmalbereichs |                         |
| Goethestraße 1, 2, 3, 4, 5, 6, 7, 8, 9, 10, 11, 12, 13, 14, 15, 16, 17, 18, 19, 20, 21, 22, 23, 24, 25, 26, 27, 2 | Straßenzug                      | Straßenzug | 094 71171 009      | Teilobjekt eines Denkmalbereichs |                         |
| Hardenbergstraße 1, 2, 3, 6, 7, 8, 9, 10, 11, 12, 13, 14, 15, 21, 22, 23 | Straßenzug                      | Straßenzug | 094 71171 010      | Teilobjekt eines Denkmalbereichs |                         |
| Heinrich-Heine-Straße 1, 2, 3, 4, 5, 5a, 6, 7, 8, 9, 10, 11, 12 | Straßenzug                      | Straßenzug | 094 71171 011      | Teilobjekt eines Denkmalbereichs |                         |
| Heinrich-Zille-Straße 1, 9, 10, 11, 11a, 12, 12a, 13, 13a, 14, 14a, 15, 16, 17 | Straßenzug                      | Straßenzug | 094 71171 012      | Teilobjekt eines Denkmalbereichs |                         |
| Herderstraße 1, 2, 3, 4, 5, 6, 7, 8, 9, 10, 11, 12, 13, 14, 15, 16, 17, 18, 19 | Straßenzug                      | Straßenzug | 094 71171 013      | Teilobjekt eines Denkmalbereichs |                         |
| Herweghstraße 1, 2, 3, 4, 5, 6, 7, 7a, 7b, 8, 9, 10, 11, 12, 87, 88, 89, 89, 90, 91, 92, 93, 94, 95, 96, 97, 98 | Straßenzug                      | Straßenzug | 094 71171 014      | Teilobjekt eines Denkmalbereichs |                         |
| Hollystraße 1, 7 | Straßenzug                      | Straßenzug | 094 71171 015      | Teilobjekt eines Denkmalbereichs |                         |
| Humboldtstraße 2, 3, 4, 5, 6, 7, 8, 9, 10, 11, 12, 13, 14, 17, 17a, 17b, 18, 18a, 18b, 19, 20, 21, 22, | Straßenzug                      | Straßenzug | 094 71171 016      | Teilobjekt eines Denkmalbereichs |                         |
| Kleiststraße 1, 2, 3, 4, 5, 7, 8, 9 | Straßenzug                      | Straßenzug | 094 71171 017      | Teilobjekt eines Denkmalbereichs |                         |
| Lessingstraße 1, 2, 3, 4, 5, 6, 7, 8, 9, 10, 11, 12, 13, 14, 15, 16, 17, 18, 19, 20, 21, 22, 23, 24, 25, | Straßenzug                      | Straßenzug | 094 71171 018      | Teilobjekt eines Denkmalbereichs |                         |
| Ludwig-Büchner-Straße 2, 4 | Straßenzug                      | Straßenzug | 094 71171 019      | Teilobjekt eines Denkmalbereichs |                         |
| Ludwig-Wucherer-Straße 44, 45, 46, 47, 48, 49, 50, 54, 55, 56, 57, 58, 60, 61, 62, 63, 64, 65, 69, 71, 72, 73, 73a, | Straßenzeile                    | Straßenzeile | 094 71171 020      | Teilobjekt eines Denkmalbereichs |                         |
| Maxim-Gorki-Straße 1, 2, 2a, 3, 4, 7, 8, 9, 10, 11, 12, 13, 14, 15 | Straßenzug                      | Straßenzug | 094 71171 021      | Teilobjekt eines Denkmalbereichs |                         |
| Paracelsusstraße 1, 2, 2a, 2b, 2c, 3, 4, 5, 5a, 5b, 6, 6a, 6b, 6c, 7, 7a, 7b, 8, 8a, 9, 10, 11, 12, 13, 14, 15, 16, | Straßenzug                      | Straßenzug | 094 71171 022      | Teilobjekt eines Denkmalbereichs |                         |
| Rathenauplatz 1, 2, 3, 4, 5, 7, 8, 9, 10, 11, 12, 13, 14, 15, 19, 20, 21, 22 | Platz                           | Platz | 094 71171 024      | Teilobjekt eines Denkmalbereichs |                         |
| Reilstraße 129, 129a, 130, 131, 133, 134 | Häusergruppe                    | Häusergruppe | 094 71171 025      | Teilobjekt eines Denkmalbereichs |                         |
| Robert-Blum-Straße 1, 2, 3, 4, 5, 6, 7, 8, 10, 11, 11a, 12, 13, 14, 35, 36, 37, 38, 39, 40 | Straßenzug                      | Straßenzug | 094 71171 026      | Teilobjekt eines Denkmalbereichs |                         |
| Schillerstraße 1, 2, 3, 4, 5, 6, 7, 8, 9, 10, 11, 12, 13, 14, 15, 16, 17, 18, 19, 20, 21, 22, 23, 24, 25, 26 | Straßenzug                      | Straßenzug | 094 71171 027      | Teilobjekt eines Denkmalbereichs |                         |
| Schleiermacherstraße 1, 2, 2a, 3, 4, 5, 6, 7, 8, 9, 11, 12, 13, 14, 15, 16, 18, 19, 20, 25, 26, 27, 28, 28a, | Straßenzug                      | Straßenzug | 094 71171 028      | Teilobjekt eines Denkmalbereichs |                         |
| Schopenhauerstraße 3, 4 | Straßenzug                      | Straßenzug | 094 71171 029      | Teilobjekt eines Denkmalbereichs |                         |
| Steffensstraße 2, 4, 5, 6, 7, 8, 9, 10, 11, 12, 13, 14, 15, 16, 17, 18, 19, 19a, 19b | Straßenzug                      | Straßenzug | 094 71171 030      | Teilobjekt eines Denkmalbereichs |                         |
| Fischer-von-Erlach-Straße 1, 2, Thomas-Müntzer-Platz 1, 2, 3, 4, 5, 6 | Platz                           | Platz | 094 71171 031      | Teilobjekt eines Denkmalbereichs |                         |
| Uhlandstraße 1, 2, 3, 4, 4a, 5, 6, 7, 8, 9, 10, 11, 12 | Straßenzug                      | Straßenzug | 094 71171 032      | Teilobjekt eines Denkmalbereichs |                         |
| Viktor-Scheffel-Straße 1, 2, 3, 4, 5, 6, 7, 8, 9, 10, 11, 12, 13, 14, 15, 16, 17 | Straßenzug                      | Straßenzug | 094 71171 033      | Teilobjekt eines Denkmalbereichs |                         |
| Wielandstraße 1, 2, 3, 4, 5, 6, 7, 8, 9, 10, 11, 12, 13, 14, 14a, 17, 18, 19, 20, 21, 22, 23, 24, 25, 26, | Straßenzug                      | Straßenzug | 094 71171 034      | Teilobjekt eines Denkmalbereichs |                         |
| Willy-Lohmann-Straße 1, 2, 3, 4, 5, 6, 6a, 7, 8, 9, 10, 11, 12, 21, 22, 23, 24, 25 | Straßenzug                      | Straßenzug | 094 71171 035      | Teilobjekt eines Denkmalbereichs |                         |
| Windthorststraße 1, 2, 3, 4, 5, 6, 7, 8, 9, 10, 11, 12, 13, 14, 15, 16, 17, 18, 19, 20, 21, 22, 23, 24, 25, 26, 27 | Straßenzug                      | Straßenzug | 094 71171 036      | Teilobjekt eines Denkmalbereichs |                         |
| Adolf-von-Harnack-Straße 3 (Karte) | Wohnhaus                        | Wohnhaus Erbaut ca. 1890, dreigeschossiger Ziegelbau mit Putzgliederung über Souterrain mit Mansarddach und turmartig überhöhtem Mittelrisalit, reicher Fassadendekor in Neurenaissanceformen | 094 14455          | Baudenkmal                       | Wohnhaus                |
| Adolf-von-Harnack-Straße 5 (Karte) | Wohnhaus                        | Erbaut ca. 1890, dreigeschossiger Putzbau über Souterrain mit Mittelerker und geschweiftem Giebel, reich stuckierte Fassade in neubarocken Formen | 094 14453          | Baudenkmal                       | Wohnhaus                |
| Adolf-von-Harnack-Straße 6 (Karte) | Wohnhaus                        | Erbaut Ende d. 19. Jh., dreigeschossiger Ziegelbau über Souterrain mit im Schweizerhausstil übergiebeltem Mittelrisalit und reichem Formsteindekor in barockisierenden Formen | 094 14452          | Baudenkmal                       | Wohnhaus                |
| Adolf-von-Harnack-Straße 8 (Karte) | Wohnhaus                        | Erbaut ca. 1890, dreigeschossiger Ziegelbau über Souterrain mit Mansarddach, Mittelrisalit und anspruchsvoller neubarocker Putzgliederung | 094 14450          | Baudenkmal                       | Wohnhaus                |
| Adolf-von-Harnack-Straße 11 (Karte) | Wohnhaus                        | | 094 71109          | Baudenkmal                       | Wohnhaus                |
| Adolf-von-Harnack-Straße 12 (Karte) | Wohnhaus                        | Erbaut ca. 1890, dreigeschossiger Ziegelbau mit Putzgliederung über Souterrain, mit Mansarddach, Mittelrisalit und repräsentativer barockisierender Fassade | 094 14449          | Baudenkmal                       | Wohnhaus                |
| Adolf-von-Harnack-Straße 13 (Karte) | Wohnhaus                        | Erbaut ca. 1890, dreigeschossiger Ziegelbau über Souterrain mit turmartig überhöhtem Mittelrisalit und prächtigem neubarocken Fassadenstuck, repräsentative Portalzone | 094 14448          | Baudenkmal                       | Wohnhaus                |
| Adolf-von-Harnack-Straße 14 (Karte) | Wohnhaus                        | Erbaut ca. 1890, dreigeschossiger Ziegelbau mit Mittelrisalit, Mansarddach und reichem Formsteindekor neubarocken Charakters | 094 14446          | Baudenkmal                       | Wohnhaus                |
| Adolf-von-Harnack-Straße 15 (Karte) | Wohnhaus                        | Erbaut ca. 1890, dreigeschossiger Ziegelbau mit Putzgliederung in straßenbildprägender Ecklage mit Mittelrisalit und reichem barockisierenden Fassadendekor | 094 14445          | Baudenkmal                       | Wohnhaus                |
| Adolf-von-Harnack-Straße 18 (Karte) | Wohnhaus                        | Erbaut ca. 1890, dreigeschossiger Ziegelbau mit Putzgliederung in Ecklage mit drei turmartig bekrönten Eckerkern und reichem neubarockem Fassadendekor | 094 14444          | Baudenkmal                       | Wohnhaus                |
| Adolf-von-Harnack-Straße 19 (Karte) | Wohnhaus                        | Erbaut Ende d. 19. Jh., dreigeschossiger Ziegelbau mit Werksteingliederung, polygonal vortretender Erker, reicher Fassadendekor in neubarocken und Neurenaissanceformen | 094 14443          | Baudenkmal                       | Wohnhaus                |
| Adolf-von-Harnack-Straße 20 Eckgebäude (Karte) | Wohn- und Geschäftshaus         | | 094 56566          | Baudenkmal                       | Wohn- und Geschäftshaus |
| Adolf-von-Harnack-Straße 21 (Karte) | Wohnhaus                        | Erbaut 1880er Jahre, viereinhalbgeschossiger Putzbau in Ecklage mit spätklassizistisch strenger, aber im Detail reicher Fassadengliederung, Stuckdekor in barockisierenden Formen | 094 14442          | Baudenkmal                       | Wohnhaus                |
| Adolf-von-Harnack-Straße 22 (Karte) | Wohnhaus                        | Erbaut 1880er Jahre, viergeschossiger Ziegelbau mit streng gegliederter, angeputzter Fassade in Neurenaissanceformen, in der Beletage Fensterumrahmungen mit Halbsäulen | 094 14441          | Baudenkmal                       | Wohnhaus                |
| Adolf-von-Harnack-Straße 23 (Karte) | Wohnhaus                        | Erbaut 1880er Jahre, dreigeschossiger Putzbau in straßenbildprägender Ecklage mit spätklassizistischem Fassadendekor | 094 14440          | Baudenkmal                       | Wohnhaus                |
| Adolf-von-Harnack-Straße 24 (Karte) | Wohnhaus                        | Erbaut 1880er Jahre, viereinhalbgeschossiger Putzbau in straßenbildprägender Ecklage mit reicher Fassadengliederung in Neurenaissanceformen | 094 14439          | Baudenkmal                       | Wohnhaus                |
| Adolf-von-Harnack-Straße 25 (Karte) | Wohnhaus                        | Erbaut 1880er Jahre, viergeschossiger Putzbau über Souterrain mit Fassadengliederung der Neurenaissance | 094 14438          | Baudenkmal                       | Wohnhaus                |
| Adolf-von-Harnack-Straße 27 (Karte) | Wohnhaus                        | Erbaut 1880er Jahre, dreieinhalbgeschossiger Putzbau über Souterrain mit spätklassizistischer Fassadengestaltung | 094 14436          | Baudenkmal                       | Wohnhaus                |
| Albert-Schweitzer-Straße 8 (Karte) | Villa                           | Erbaut 1930er Jahre, zweigeschossiger, kubischer Putzbau mit flachem Walmdach und leichtem hölzernen Portikus, qualitätvolles Beispiel für die zeitgenössische Villenarchitektur großbürgerlichen Charakters im Stil einer gemäßigten Moderne                                                                                           | 094 04537          | Baudenkmal                       | Villa                   |
| Brandenburger Straße 2 (Karte) | Wohnhaus                        | Erbaut Ende des 19. Jh., repräsentativer viereinhalbgeschossiger Ziegelbau der Neurenaissance mit Putzdekor aus Diamantierung und Giebeln als vorherrschenden Gestaltungsformen | 094 14465          | Baudenkmal                       | Wohnhaus                |
| Brandenburger Straße 3 (Karte) | Wohnhaus                        | Erbaut Ende des 19. Jh., ansehnlicher viereinhalbgeschossiger Putzbau der Neurenaissance mit Segment- und Dreiecksgiebeln | 094 14464          | Baudenkmal                       | Wohnhaus                |
| Brandenburger Straße 4 (Karte) | Wohnhaus                        | Erbaut Ende des 19. Jahrhunderts, ansehnlicher, viereinhalbgeschossiger, spätklassizistischer Putzbau mit angedeutetem giebelbekrönten Seitenrisalit | 094 14463          | Baudenkmal                       | Wohnhaus                |
| Brandenburger Straße 5 (Karte) | Wohnhaus                        | Erbaut 1907, repräsentativer viergeschossiger Putzbau mit Erker und Balkonen, qualitätvoll gearbeiteter Stuckdekor in barockisierenden Jugendstilformen | 094 14461          | Baudenkmal                       | Wohnhaus                |
| Brandenburger Straße 6 (Karte) | Wohnhaus                        | Erbaut Anfang des 20. Jh., repräsentativer viergeschossiger Jugendstilputzbau mit Segmentbogengiebel über Erker | 094 14460          | Baudenkmal                       | Wohnhaus                |
| Brandenburger Straße 12 (Karte) | Wohnhaus                        | Erbaut Ende des 19. Jh., viergeschossiger Putzbau der Neurenaissance in straßenbildprägender Ecklage, mit stuckierten Pilastern und Giebeln | 094 14467          | Baudenkmal                       | Wohnhaus                |
| Carl-von-Ossietzky-Straße 1 (Karte) | Wohnhaus                        | Erbaut Ende d. 19. Jh., repräsentativer, viergeschossiger Putzbau in Neurenaissanceformen mit Mezzanin und wuchtigen Erkern | 094 80194          | Baudenkmal                       | Wohnhaus                |
| Carl-von-Ossietzky-Straße 2 (Karte) | Wohnhaus                        | Erbaut Ende d. 19. Jh., viergeschossiger schlichter Neurenaissanceziegelbau mit Putz- und Stuckdekor im Fensterbereich | 094 14939          | Baudenkmal                       | Wohnhaus                |
| Carl-von-Ossietzky-Straße 4 (Karte) | Wohnhaus                        | Erbaut Ende d. 19. Jh., repräsentativer viergeschossiger Ziegelbau mit Putzgliederung in Stilformen der Neugotik, Fenster mit Vorhangbögen, Erker mit Balkon | 094 14937          | Baudenkmal                       | Wohnhaus                |
| Carl-von-Ossietzky-Straße 5 (Karte) | Wohnhaus                        | Erbaut 1902, repräsentativer viergeschossiger Ziegelbau, Putzgliederung in Jugendstilformen, Erker einseitig polygonal abschließend, mit Balkonen auf der anderen Seite, giebelbekrönt | 094 14936          | Baudenkmal                       | Wohnhaus                |
| Carl-von-Ossietzky-Straße 6 (Karte) | Wohnhaus                        | Erbaut 1902, viergeschossiger Ziegelbau, Putzgliederung mit Elementen des Jugendstils, Erker mit Balkon | 094 14935          | Baudenkmal                       | Wohnhaus                |
| Carl-von-Ossietzky-Straße 7 (Karte) | Wohnhaus                        | Erbaut 1902, viergeschossiger Ziegelbau mit in zurückhaltendem Neubarock gestalteter Putzgliederung, mit Erker | 094 14934          | Baudenkmal                       | Wohnhaus                |
| Carl-von-Ossietzky-Straße 8 (Karte) | Wohnhaus                        | Erbaut zwischen 1910 und 1915, repräsentativer, schlichter Jugendstilputzbau mit mächtigem Erker, in Zwerchhaus übergehend, Dreiecksgiebel | 094 14933          | Baudenkmal                       | Wohnhaus                |
| Carl-von-Ossietzky-Straße 9 (Karte) | Wohnhaus                        | Erbaut zwischen 1910 und 1915, repräsentativer, schlichter, Jugendstilputzbau mit großem Erker und darüber liegendem, dreiecksgiebelbekrönten Zwerchhaus, Eingangsbereich mit dorischen Säulen | 094 14932          | Baudenkmal                       | Wohnhaus                |
| Carl-von-Ossietzky-Straße 10 (Karte) | Wohnhaus                        | Erbaut zwischen 1910 und 1915, viergeschossiger, zurückhaltend gestalteter Jugendstilputzbau in Ecklage mit mächtigem Dreiecksgiebel, Mansarddach, Erker mit aufgesetztem Balkon | 094 14931          | Baudenkmal                       | Wohnhaus                |
| Carl-von-Ossietzky-Straße 11 (Karte) | Wohnhaus                        | Erbaut zwischen 1910 und 1915, repräsentativer dreigeschossiger Putzbau im Jugendstil mit Erkern, Balkonen und Zwerchgiebel | 094 14930          | Baudenkmal                       | Wohnhaus                |
| Carl-von-Ossietzky-Straße 12 (Karte) | Wohnhaus                        | Erbaut zwischen 1910 und 1915, dreigeschossiger, straßenbildprägender Putzbau in Ecklage zum Rathenauplatz, direkter Sichtbezug zur Pauluskirche, Jugendstil | 094 14929          | Baudenkmal                       | Wohnhaus                |
| Carl-von-Ossietzky-Straße 13 (Karte) | Wohnhaus                        | Erbaut 1915, repräsentativer drei- bis viergeschossiger Jugendstilputzbau mit Erkern, Giebeln und Balkonen, interessante Jugendstilfensterversprossung | 094 14928          | Baudenkmal                       | Wohnhaus                |
| Carl-von-Ossietzky-Straße 14 (Karte) | Wohnhaus                        | Erbaut zwischen 1910 und 1915, dreieinhalbgeschossiger Putzbau in Ecklage, bewegte Dachlandschaft mit Zwerchhaus, Gaupen und Giebeln, Jugendstil | 094 14927          | Baudenkmal                       | Wohnhaus                |
| Carl-von-Ossietzky-Straße 21 (Karte) | Wohn- und Geschäftshaus         | Erbaut 1902, straßenbildprägender dreigeschossiger Ziegeleckbau mit dreigeschossigem helmbekrönten Eckturm, Putzgliederung in neubarocken Anklängen | 094 14925          | Baudenkmal                       | Wohn- und Geschäftshaus |
| Carl-von-Ossietzky-Straße 22 (Karte) | Wohnhaus                        | dreigeschossiger Ziegelbau mit schlichtem Putz- und Stuckdekor in renaissancenahen Formenrbaut 1902, | 094 14924          | Baudenkmal                       | Wohnhaus                |
| Carl-von-Ossietzky-Straße 23 (Karte) | Wohnhaus                        | Erbaut 1902, dreigeschossiger, neubarocker Ziegelbau mit giebelbekröntem Eckerker, schlichter Stuckdekor | 094 14923          | Baudenkmal                       | Wohnhaus                |
| Carl-von-Ossietzky-Straße 24 (Karte) | Wohnhaus                        | Erbaut 1902, repräsentativer dreigeschossiger Ziegelbau mit Putzgliederung und fassadenbeherrschendem Erker und Giebel, Dachgaupen mit Lukarnen, Segmentbogenfenster | 094 14922          | Baudenkmal                       | Wohnhaus                |
| Carl-von-Ossietzky-Straße 25 (Karte) | Laden                           | Fleischerei, kleines Ladenlokal in Wohnhaus von 1908 mit vollständig erhaltener Keramikverkleidung in hübschen Jugendstilformen | 094 08001          | Baudenkmal                       | Laden                   |
| Carl-von-Ossietzky-Straße 26 (Karte) | Wohnhaus                        | Erbaut Ende d. 19. Jh., schlichter viergeschossiger Ziegelbau mit Erker und Giebel, eklektizistischer Putzdekor mit Elementen der Gotik und Renaissance | 094 14921          | Baudenkmal                       | Wohnhaus                |
| Carl-von-Ossietzky-Straße 27 (Karte) | Wohn- und Geschäftshaus         | Erbaut Ende d. 19. Jh., repräsentativer, dreigeschossiger neubarocker Ziegelbau, mächtiger Seitenrisalit, Eckerker mit Stucksäulen und -balustern | 094 14920          | Baudenkmal                       | Wohn- und Geschäftshaus |
| Carl-von-Ossietzky-Straße 28 (Karte) | Wohnhaus                        | Erbaut Ende d. 19. Jh., schlichter viergeschossiger Ziegelbau, Putzdekor im Stil der Neurenaissance | 094 14919          | Baudenkmal                       | Wohnhaus                |
| Dittenbergerstraße 6 (Karte) | Wohnhaus                        | Erbaut um 1910, dreigeschossiger Jugendstilputzbau in Ecklage, durch Erker, Balkone und mächtige Zwerchhäuser belebte Fassade | 094 96758          | Baudenkmal                       | Wohnhaus                |
| Dittenbergerstraße 7, 7a (Karte) | Wohnhaus                        | Erbaut 1920er Jahre, Geschäftsstelle des Bauvereins für Kleinwohnungen, viergeschossiger Klinkerbau mit Rundbogenportal, gutes Beispiel für die Backsteinarchitektur der 1920er Jahre, Architekt Hermann Frede | 094 96759          | Baudenkmal                       | Wohnhaus                |
| Ernst-Moritz-Arndt-Straße 3 (Karte) | Wohnhaus                        | Erbaut 1905/06, viergeschossiger Ziegelbau mit Mittelrisalit, Putzfaschen mit Eselsrücken sowie angedeuteten Vorhangbögen, Jugendstil | 094 14981          | Baudenkmal                       | Wohnhaus                |
| Ernst-Moritz-Arndt-Straße 6 (Karte) | Wohnhaus                        | Erbaut 1905/06, repräsentativer viergeschossiger Ziegelbau mit Putzgliederung und Erkern, im Fensterbereich origineller Stuckdekor, Jugendstil mit grotesken Masken und Ornamenten | 094 14978          | Baudenkmal                       | Wohnhaus                |
| Ernst-Moritz-Arndt-Straße 7 (Karte) | Wohnhaus                        | Erbaut 1906, repräsentativer viergeschossiger Ziegelbau mit Putzgliederung und Erkern, großflächige, qualitätvolle Jugendstilstuckfelder | 094 14979          | Baudenkmal                       | Wohnhaus                |
| Feuerbachstraße 8 (Karte) | Wohnhaus                        | Erbaut Ende des 19. Jh., repräsentativer dreigeschossiger Ziegelbau mit Erkern und dazwischenliegenden Balkonen, Putzgliederung in Anlehnung an die Neurenaissance | 094 11465          | Baudenkmal                       | Wohnhaus                |
| Feuerbachstraße 79 (Karte) | Wohnhaus                        | Erbaut letztes Viertel des 19. Jh., repräsentativer viergeschossiger Ziegelbau im Stil der Neurenaissance, schön gestaltete Fassade mit stuckierten Friesen, Masken und floralem Putzdekor | 094 04639          | Baudenkmal                       | Wohnhaus                |
| Feuerbachstraße 80 (Karte) | Wohnhaus                        | Erbaut Ende des 19. Jh., repräsentativer, viergeschossiger, neubarocker Putzbau mit aufwendig gestalteter Fassade, Säulen, Pilaster und Kartuschenfelder aus Stuck, Loggien | 094 14087          | Baudenkmal                       | Wohnhaus                |
| Fischer-von-Erlach-Straße 31, 33, 37, 41 Hegelstraße 1a, 7, 8 Reilshof 1 bis 6, Reilstraße 115 bis 120 Wolfensteinstraße 2, 4, 6, 8, 10, 12, 14 (Karte) | Siedlung                        | Siedlung Reilshof, ausgedehnte Wohnanlage, erbaut 1936, sachlich-schlichte Architekturformen mit Elementen des Heimatstils, qualitätvolles Beispiel für den Wohnungsbau der 1930er Jahre | 094 97014          | Baudenkmal                       | Weitere Bilder          |
| Fritz-Reuter-Straße 3 (Karte) | Wohnhaus                        | Erbaut 1880er Jahre, viereinhalbgeschossiger Ziegelbau mit Putzgliederung im Stil der Neurenaissance, mit Seitenrisalit und ausgewogen gestalteter Fassade | 094 14621          | Baudenkmal                       | Wohnhaus                |
| Fritz-Reuter-Straße 5 (Karte) | Wohnhaus                        | Erbaut 1880er Jahre, ansehnlicher viergeschossiger Putzbau mit Mezzanin und Seitenrisalit, zurückhaltender Stuckdekor im Stil der Neurenaissance | 094 14619          | Baudenkmal                       | Wohnhaus                |
| Fritz-Reuter-Straße 6 (Karte) | Wohnhaus                        | Erbaut 1880er Jahre, stattlicher fünfgeschossiger Putzbau mit Seitenrisalit in schlichten Formen der Neurenaissance | 094 14618          | Baudenkmal                       | Wohnhaus                |
| Fritz-Reuter-Straße 7 (Karte) | Wohn- und Geschäftshaus         | Erbaut 1880er Jahre, schlichter viergeschossiger Ziegelbau im Stil der Neurenaissance mit Putzgliederung in Ecklage, vorkragendes Dach mit Konsolsteinen | 094 14617          | Baudenkmal                       | Wohn- und Geschäftshaus |
| Fritz-Reuter-Straße 8 (Karte) | Wohnhaus                        | Erbaut 1880er Jahre, straßenbildprägender fünfgeschossiger Putzbau mit mächtigem Erker in Ecklage, reicher neubarocker Stuckdekor aus Balustern, Pilastern und Giebeln | 094 14630          | Baudenkmal                       | Wohnhaus                |
| Fritz-Reuter-Straße 10 (Karte) | Wohnhaus                        | Erbaut 1880er Jahre, schlichter, dreigeschossiger, spätklassizistischer Putzbau mit Mezzanin, zurückhaltender Stuckdekor | 094 14628          | Baudenkmal                       | Wohnhaus                |
| Fritz-Reuter-Straße 11 (Karte) | Wohnhaus                        | Erbaut 1880er Jahre, schlichter, dreigeschossiger, spätklassizistischer Putzbau mit Mezzanin, am Traufgesims Konsolsteine | 094 14627          | Baudenkmal                       | Wohnhaus                |
| Fritz-Reuter-Straße 13 (Karte) | Wohnhaus                        | Erbaut 1880er Jahre, schlichter, dreieinhalbgeschossiger, spätklassizistischer Putzbau mit zurückhaltend stuckierter Fassade | 094 14625          | Baudenkmal                       | Wohnhaus                |
| Fritz-Reuter-Straße 14 (Karte) | Wohnhaus                        | Erbaut 1880er Jahre, schlichter, dreieinhalbgeschossiger, spätklassizistischer Putzbau mit Seitenrisalit und zurückhaltendem Stuckdekor | 094 14624          | Baudenkmal                       | Wohnhaus                |
| Fritz-Reuter-Straße 15 (Karte) | Wohnhaus                        | Erbaut 1880er Jahre, schlichter, dreieinhalbgeschossiger, spätklassizistischer Putzbau mit Mezzanin, weit vorkragendem Dach und zurückhaltendem Stuckdekor | 094 14623          | Baudenkmal                       | Wohnhaus                |
| Fritz-Reuter-Straße 16 (Karte) | Wohnhaus                        | Erbaut 1880er Jahre, straßenbildprägender, viereinhalbgeschossiger, spätklassizistischer Putzbau in Ecklage, schlichter Stuckdekor, mit betonendem Eckrisalit | 094 12988          | Baudenkmal                       | Wohnhaus                |
| Goethestraße 1 (Karte) | Wohnhaus                        | Erbaut um 1895, viereinhalbgeschossiger Ziegelbau mit Putzgliederung und neubarockem Stuckdekor aus Balustern und Diamantierung | 094 15079          | Baudenkmal                       | Wohnhaus                |
| Goethestraße 3 (Karte) | Wohn- und Geschäftshaus         | Erbaut um 1895, schlichter, viergeschossiger, spätklassizistisch geprägter Ziegelbau mit sparsamem Putz- und Stuckdekor | 094 15077          | Baudenkmal                       | Wohn- und Geschäftshaus |
| Goethestraße 4 (Karte) | Wohnhaus                        | Erbaut 1898, schlichter, viergeschossiger, neubarocker Ziegelbau mit Gaupen und floraler Stuckornamentik | 094 15076          | Baudenkmal                       | Wohnhaus                |
| Goethestraße 5 (Karte) | Wohnhaus                        | Erbaut um 1895, schlichter viergeschossiger Ziegelbau mit eklektizistischem Stuckdekor im Fensterbereich | 094 15075          | Baudenkmal                       | Wohnhaus                |
| Goethestraße 6 (Karte) | Wohnhaus                        | Erbaut 1897, repräsentativer, viergeschossiger Ziegelbau mit Erker und Schweifgiebel, am Gesims florale Stuckleiste, Erker mit Löwenkonsolen | 094 15074          | Baudenkmal                       | Wohnhaus                |
| Goethestraße 7 (Karte) | Wohn- und Geschäftshaus         | Erbaut 1897, viergeschossiger Ziegelbau in Ecklage, Seiten- und Eckerker, reicher eklektizistischer Dekor, neubarocke Stuckpilaster und -kartuschen, Löwenkopfkonsolen und gotisierende Vorhangbögen | 094 15073          | Baudenkmal                       | Wohn- und Geschäftshaus |
| Goethestraße 9 (Karte) | Wohn- und Geschäftshaus         | Erbaut um 1895, viergeschossiger barockisierender Ziegelbau mit gefasten Fensterfaschen und schlichtem Stuckdekor | 094 15072          | Baudenkmal                       | Wohn- und Geschäftshaus |
| Goethestraße 11 (Karte) | Wohnhaus                        | Erbaut um 1895, stattlicher viergeschossiger, neubarocker Ziegelbau mit figürlichem und vegetabilem Stuckdekor im Fensterbereich | 094 15070          | Baudenkmal                       | Wohnhaus                |
| Goethestraße 12 (Karte) | Wohnhaus                        | Erbaut Ende des 19. Jh., schlichter viergeschossiger, neubarocker Ziegelbau mit Putz- und Stuckdekor, Zahnschnittfries | 094 15069          | Baudenkmal                       | Wohnhaus                |
| Goethestraße 13 (Karte) | Wohnhaus                        | Erbaut um 1895, stattlicher viergeschossiger neubarocker Ziegelbau in Ecklage mit Eckerker und Seitenerkern, giebelbelkrönt | 094 15068          | Baudenkmal                       | Wohnhaus                |
| Goethestraße 15 (Karte) | Wohnhaus                        | Erbaut um 1895, ansehnlicher viergeschossiger, neubarocker Ziegelbau mit sparsamem Putz- und Stuckdekor, Zahnschnittfries im Traufbereich | 094 15064          | Baudenkmal                       | Wohnhaus                |
| Goethestraße 17 (Karte) | Wohnhaus                        | Erbaut 1895, stattlicher viergeschossiger, neubarocker Ziegelbau mit Putzgliederung und reich geschmücktem Traufgesims | 094 15063          | Baudenkmal                       | Wohnhaus                |
| Goethestraße 18 (Karte) | Wohn- und Geschäftshaus         | Erbaut Anfang des 20. Jh., respräsentativer viergeschossiger Ziegelbau, Jugendstildekor und stuckierte Porträtköpfe, vegetabile Stuckfelder, Zahnschnittfries | 094 15062          | Baudenkmal                       | Wohn- und Geschäftshaus |
| Goethestraße 19 (Karte) | Wohn- und Geschäftshaus         | Erbaut um 1895, stattlicher viergeschossiger Ziegelbau in Ecklage mit schlichtem Putz- und Stuckdekor im Neurenaissancestil | 094 15061          | Baudenkmal                       | Wohn- und Geschäftshaus |
| Goethestraße 20 (Karte) | Wohn- und Geschäftshaus         | Erbaut Anfang des 20. Jh., viergeschossiger Ziegelbau in Ecklage mit Eckrisaliten, sparsamer Putz- und Stuckdekor, Jugendstil | 094 15037          | Baudenkmal                       | Wohn- und Geschäftshaus |
| Goethestraße 27 (Karte) | Wohnhaus                        | Erbaut 1897, viergeschossiger Ziegelbau mit reichem neubarocken Stuckdekor aus Halbsäulen, Pilastern, Balustern und Kartuschen | 094 15035          | Baudenkmal                       | Wohnhaus                |
| Goethestraße 28 (Karte) | Wohnhaus                        | Erbaut um 1895, viergeschossiger eklektizistischer Ziegelbau mit Putzgliederung, Mittelrisalit, Traufgesims mit floralem Stuckfries und Konsolen, neubarocke und spätklassizistische Formen | 094 15034          | Baudenkmal                       | Wohnhaus                |
| Goethestraße 30 (Karte) | Wohnhaus                        | Erbaut um 1895, repräsentativer viergeschossiger, neubarocker Ziegelbau, Mittelrisalit, schöne Stuckfelder mit reichem vegetabilen Dekor | 094 15032          | Baudenkmal                       | Wohnhaus                |
| Goethestraße 31 (Karte) | Wohnhaus                        | Erbaut um 1895, repräsentativer viergeschossiger Ziegelbau, Erker, schweifgiebelbekrönte Mittelachse, neubarocker Stuckdekor | 094 15031          | Baudenkmal                       | Wohnhaus                |
| Goethestraße 32 (Karte) | Wohn- und Geschäftshaus         | Erbaut 1896, viergeschossiger neubarocker Ziegelbau mit Putzgliederung in Ecklage, prägende Erker und Giebel | 094 15030          | Baudenkmal                       | Wohn- und Geschäftshaus |
| Goethestraße 34 (Karte) | Wohnhaus                        | Erbaut um 1895, viergeschossiger Ziegelbau mit sparsamer Putzgliederung und Fassadengestaltung im Stil der Neurenaissance | 094 15028          | Baudenkmal                       | Wohnhaus                |
| Goethestraße 35 (Karte) | Wohnhaus                        | Erbaut 1898, stattlicher viergeschossiger Ziegelbau mit Mittelerker und vegetabilem neubarocken Putz- und Stuckdekor im Erker- und Fensterbereich | 094 15027          | Baudenkmal                       | Wohnhaus                |
| Goethestraße 36 (Karte) | Wohnhaus                        | Erbaut um 1895, viergeschossiger neubarocker Ziegelbau, repräsentativer Stuckdekor im Fensterbereich | 094 15026          | Baudenkmal                       | Wohnhaus                |
| Goethestraße 37 (Karte) | Wohnhaus                        | Erbaut 1898, viergeschossiger Ziegelbau mit sparsamem neubarocken Putz- und Stuckdekor | 094 15025          | Baudenkmal                       | Wohnhaus                |
| Goethestraße 38 (Karte) | Wohnhaus                        | Erbaut um 1895, viergeschossiger neubarocker Ziegelbau mit Mittelerker, Stuckdekor aus Balustern, Dreiecksgiebeln und floralem Ornament | 094 15024          | Baudenkmal                       | Wohnhaus                |
| Hegelstraße 75, 75a, 75b, 76, 76a, 76b, 77, 77a, 77b (Karte) | Häusergruppe                    | Erbaut Anfang der 1920er Jahre, repräsentativ gestaltete Wohnanlage auf U-förmigen Grundriss in Anlehnung an barocke Schlossanlagen, Jugendstil | 094 14032          | Baudenkmal                       | Häusergruppe            |
| Hegelstraße 79 (Karte) | Wohnhaus                        | Erbaut um 1870, wohlproportionierter dreieinhalbgeschossiger Putzbau, Beletage besonders betont, spätklassizistisch | 094 14018          | Baudenkmal                       | Wohnhaus                |
| Heinrich-Heine-Straße 2 (Karte) | Wohnhaus                        | Erbaut ca. 1920, Architekt Wilhelm Jost, als Wohnhaus für Universitätsangehörige errichteter, zweigeschossiger Putzbau über Natursteinsockel mit geschweiftem Walmdach, gutes Beispiel für den großbürgerlichen Wohnhausbau konservativ-historisierender Prägung im ersten Viertel des 20. Jh.                                          | 094 04752          | Baudenkmal                       | Wohnhaus                |
| Heinrich-Heine-Straße 4 (Karte) | Wohnhaus                        | Erbaut 1925, Architekt Georg Lindner, Putzbau über Natursteinsockel mit geknicktem Walmdach und repräsentativem Altan über straßenseitigem Runderker, qualitätvolles Beispiel konservativer Villenarchitektur großbürgerlichen Formats aus den 1920er Jahren                                                                            | 094 04753          | Baudenkmal                       | Wohnhaus                |
| Heinrich-Heine-Straße 6 (Karte) | Wohnhaus                        | Erbaut 1929/30, Architekten: Julius Kallmeyer und Wilhelm Facilides, zweigeschossiger, flachgedeckter Putzbau mit verklinkertem Attikageschoß und bugartig vortretendem Treppenturm, exzellentes Beispiel des Neuen Bauens im Bereich des gehobenen Wohnhausbaus                                                                        | 094 04754          | Baudenkmal                       | Wohnhaus                |
| Heinrich-Heine-Straße 7 (Karte) | Wohnhaus                        | Wohnhaus, am 17. August 2015 als Denkmal ausgewiesen |                    | Baudenkmal                       | Wohnhaus                |
| Heinrich-Zille-Straße 1 (Karte) | Wohn- und Geschäftshaus         | Erbaut 1924, zweigeschossiger, langgestreckter Putzbau mit Zwerchhaus, in expressionismusnahen Formen reich skulptierte Portal- und Balkongewände, gutes Beispiel für konservative Wohnhausarchitektur der 1920er Jahre und die dekorative Bauplastik jener Zeit                                                                        | 094 05137          | Baudenkmal                       | Weitere Bilder          |
| Heinrich-Zille-Straße 9, 10 (Karte) | Häusergruppe                    | Erbaut ca. 1920, zweigeschossige Wohnhäuser mit Fassadendekor des Art deco, innen reiche Stuckdecken | 094 96858          | Baudenkmal                       | Häusergruppe            |
| Heinrich-Zille-Straße 17 Humboldtstraße 23 bis 26 Schleiermacherstraße 25 (Karte) | Siedlung                        | Erbaut ca. 1925, zweigeschossige Putzbauten mit großen, steilen Giebeln und Tordurchfahrten, typisches Beispiel einer Wohnanlage aus der Zeit der Weimarer Republik, Heimatstil in Verbindung mit Stilelementen des Expressionismus | 094 96866          | Baudenkmal                       | Siedlung                |
| Herderstraße 1 (Karte) | Wohnhaus                        | Erbaut Ende des 19. Jh., repräsentativer viereinhalbgeschossiger Ziegelbau mit Seitenrisalit, reich reliefierter Stuckdekor aus Giebeln, Kartuschen, Laubbändern und Porträtkopf, Neubarock | 094 14899          | Baudenkmal                       | Wohnhaus                |
| Herderstraße 2 (Karte) | Wohnhaus                        | Erbaut 1894, zehnachsiger, viereinhalbgeschossiger, neubarocker Ziegelbau, symmetrisch aufgebaute Fassade mit Mittelrisalit, reicher plastischer Stuckdekor im Fensterbereich | 094 14900          | Baudenkmal                       | Wohnhaus                |
| Herderstraße 3 (Karte) | Wohnhaus                        | Erbaut Ende des 19. Jh., dreieinhalbgeschossiger Putzbau mit Seitenrisalit, Dachvorstand mit Konsolen, schlichter Stuckdekor im Fensterbereich, Neurenaissance | 094 14901          | Baudenkmal                       | Wohnhaus                |
| Herderstraße 5 (Karte) | Wohn- und Geschäftshaus         | Erbaut Ende des 19. Jh., breitgelagerter viergeschossiger Ziegelbau in markanter Ecklage, diese mittels Risalit und Erker betont, Fassadengestaltung aus Zahnschnittfriesen, Gesimsen und Stuckdekor im Fensterbereich, Neurenaissance                                                                                                  | 094 14903          | Baudenkmal                       | Wohn- und Geschäftshaus |
| Herderstraße 6 (Karte) | Wohnhaus                        | Erbaut um 1900, schlichter viergeschossiger Ziegelbau, Erker mit vegetabil gestaltetem Stuckdekor im Fensterbereich, Jugendstil | 094 14904          | Baudenkmal                       | Wohnhaus                |
| Herderstraße 7 (Karte) | Wohnhaus                        | Erbaut um 1900, viergeschossiger, schlichter Ziegelbau mit Erker, sparsamer Stuckdekor, Jugendstil | 094 14905          | Baudenkmal                       | Wohnhaus                |
| Herderstraße 8 (Karte) | Wohn- und Geschäftshaus         | Erbaut Ende des 19. Jh., schlichter viergeschossiger Ziegelbau mit Erker, sparsamer Putzdekor, in Anlehnung an barocke Formensprache | 094 12663          | Baudenkmal                       | Wohn- und Geschäftshaus |
| Herderstraße 11 (Karte) | Wohnhaus                        | Erbaut Anfang des 20. Jh., dreigeschossiger, repräsentativer Ziegelbau mit Erker und geschweiftem, die halbe Fassade überspannenden Giebel, geometrischer Stuckdekor, Jugendstil | 094 14908          | Baudenkmal                       | Wohnhaus                |
| Herderstraße 13 (Karte) | Wohnhaus                        | Erbaut Ende des 19. Jh., viergeschossiger, in straßenbildprägender Ecklage stehender Ziegelbau mit Eckerker in neubarocker Formensprache, Stuckdekor im Fenster- und Eingangsbereich | 094 14912          | Baudenkmal                       | Wohnhaus                |
| Herderstraße 14 (Karte) | Wohnhaus                        | Erbaut Ende des 19. Jh., ansehnlicher, viergeschossiger Ziegelbau mit kräftig reliefiertem Stuckdekor im Fensterbereich, Erker, Neurenaissance | 094 14913          | Baudenkmal                       | Wohnhaus                |
| Herderstraße 16 (Karte) | Wohnhaus                        | Erbaut Ende des 19. Jh., schlichter viergeschossiger Ziegelbau mit Seitenrisalit, sparsamer Stuckdekor im Fensterbereich, neubarock | 094 14914          | Baudenkmal                       | Wohnhaus                |
| Herderstraße 18 (Karte) | Wohnhaus                        | Erbaut Anfang des 20. Jh., repräsentativer viereinhalbgeschossiger Putzbau mit Stuckdekor im Fensterbereich, kräftige Zwischengesimse, barockisierender Jugendstil | 094 14915          | Baudenkmal                       | Wohnhaus                |
| Herweghstraße 1 (Karte) | Wohnhaus                        | Erbaut ca. 1890, zweigeschossiger Ziegelbau in Ecklage mit Seitenrisalit und spitzhelmbekröntem Turm, neubarocke Putzgliederung mit Skulpturennische | 094 14508          | Baudenkmal                       | Weitere Bilder          |
| Herweghstraße 2 (Karte) | Wohnhaus                        | Erbaut ca. 1890, repräsentativer zweigeschossiger Ziegelbau mit Mittelrisalit und Mansarddach, reiche Gesimsgestaltung in barockisierendem Putzdekor | 094 14521          | Baudenkmal                       | Wohnhaus                |
| Herweghstraße 3 (Karte) | Villa                           | Erbaut ca. 1895, repräsentativer zweigeschossiger Ziegelbau mit Putzgliederung in Freilage mit Walmdach und Zwerchhäusern in Fachwerk, Fachwerkaufbau von 1901 | 094 14519          | Baudenkmal                       | Villa                   |
| Herweghstraße 4 (Karte) | Wohnhaus                        | | 094 96859          | Baudenkmal                       | Wohnhaus                |
| Herweghstraße 5 (Karte) | Wohnhaus                        | Erbaut ca. 1895, zweigeschossiger Ziegelbau über Souterrain mit Mansarddach und turmartig überhöhtem Seitenrisalit, reiche eklektizistische Putzgliederung in neubarocken und Neurenaissance-Elementen | 094 14518          | Baudenkmal                       | Wohnhaus                |
| Herweghstraße 6 (Karte) | Wohnhaus                        | Erbaut 1896, zweigeschossiger Ziegelbau über Souterrain mit Seitenrisalit, großem Volutengiebel und repräsentativer Putzgliederung in Neurenaissanceformen | 094 14517          | Baudenkmal                       | Wohnhaus                |
| Herweghstraße 7 (Karte) | Wohnhaus                        | Erbaut ca. 1895, repräsentativer zweigeschossiger Putzbau über Souterrain mit Seitenrisalit und Volutengiebel, reicher neubarocker Fassadendekor in Stuck | 094 14516          | Baudenkmal                       | Wohnhaus                |
| Herweghstraße 8 (Karte) | Konvikt                         | Erbaut 1898, Evangelisches Tholuck-Konvikt Paulus-Residenz, Ziegelbau mit Treppenturm und Mittelrisalit mit Schweifgiebel, sparsame Bauzier in gotisierenden und Neurenaissanceformen | 094 14515          | Baudenkmal                       | Konvikt                 |
| Herweghstraße 9 (Karte) | Villa                           | | 094 18535          | Baudenkmal                       | Villa                   |
| Herweghstraße 97 (Karte) | Wohnhaus                        | Erbaut 1889, schlichter viergeschossiger Putzbau über Souterrain mit gut gegliederter neubarocker Fassade | 094 14512          | Baudenkmal                       | Wohnhaus                |
| Herweghstraße 99 (Karte) | Wohnhaus                        | Erbaut Ende des 19. Jh., repräsentativer dreigeschossiger Ziegelbau über Souterrain mit Mansarddach, Mittelrisalit und Ziergiebel, reicher neubarocker Putzdekor | 094 14511          | Baudenkmal                       | Wohnhaus                |
| Herweghstraße 100 (Karte) | Wohnhaus                        | Erbaut ca. 1890, dreigeschossiger Putzbau mit repräsentativer Fassade, barockisierender Stuckdekor | 094 04605          | Baudenkmal                       | Wohnhaus                |
| Hollystraße 1 (Karte) | Institutsgebäude                | Erbaut 1957–1961, fünfgeschossiger Komplex mit Mezzanin, Kragdach und Rasterfassade, im Innern reizvolles Foyer mit Wendeltreppe, qualitätvolles Beispiel für die Architektur der späten 1950er Jahre in der DDR, Architekten O. Arlt und R. Pirl                                                                                       | 094 04761          | Baudenkmal                       | Institutsgebäude        |
| Hollystraße 7 (Karte) | Wohnhaus                        | Backsteinbau mit horizontal gliedernden Werksteinbändern und breitem Mittelerker, qualitätvolles Beispiel für die sachlich orientierte Klinkerarchitektur der 1920er Jahre | 094 04762          | Baudenkmal                       | Wohnhaus                |
| Humboldtstraße 2 (Karte) | Wohnhaus                        | Erbaut in den 1880er Jahren, repräsentativer viereinhalbgeschossiger Ziegelbau mit Risalit und reichem barockisierenden Stuckdekor | 094 14948          | Baudenkmal                       | Wohnhaus                |
| Humboldtstraße 3 (Karte) | Wohnhaus                        | Erbaut ca. 1880, repräsentativer viereinhalbgeschossiger Ziegelbau mit reichem barockisierenden Fassadenstuck und weitem Dachvorstand | 094 14949          | Baudenkmal                       | Wohnhaus                |
| Humboldtstraße 6 (Karte) | Wohnhaus                        | Erbaut ca. 1880, viereinhalbgeschossiger Ziegelbau mit Eckerker in straßenbildprägender Ecklage mit reichem neubarocken Fassadenstuck | 094 14950          | Baudenkmal                       | Wohnhaus                |
| Humboldtstraße 7 (Karte) | Wohnhaus                        | Erbaut Ende des 19. Jh., dreigeschossiger, repräsentativer Ziegelbau mit Kastenerker und Stuckdekor in Jugendstilformen | 094 14951          | Baudenkmal                       | Wohnhaus                |
| Humboldtstraße 10 (Karte) | Wohnhaus                        | Erbaut Ende des 19. Jh., viergeschossiger Ziegelbau mit Mittelrisalit und sparsamer Putzgliederung in Neurenaissanceformen | 094 14952          | Baudenkmal                       | Wohnhaus                |
| Humboldtstraße 11 (Karte) | Wohnhaus                        | Erbaut Ende des 19. Jh., viergeschossiger Ziegelbau mit sparsamer Putzgliederung in Neurenaissanceformen | 094 14953          | Baudenkmal                       | Wohnhaus                |
| Humboldtstraße 12 (Karte) | Wohnhaus                        | Erbaut Ende des 19. Jh., viergeschossiger Ziegelbau mit nach spätklassizistischer Manier gegliederter Fassade sowie Stuckdekor | 094 14954          | Baudenkmal                       | Wohnhaus                |
| Humboldtstraße 19 (Karte) | Wohnhaus                        | Erbaut ca. 1910, drei- bis viergeschossiger Putzbau in straßenbildprägender Ecklage, bemerkenswert asymmetrisch gruppierter Baukörper mit schweifhaubenbekröntem Turm und monumentaler Pilastergliederung | 094 14956          | Baudenkmal                       | Wohnhaus                |
| Humboldtstraße 20 (Karte) | Wohnhaus                        | Erbaut ca. 1910, drei- bis viergeschossiger Putzbau in straßenbildprägender Ecklage mit rundem Eckerker und großem Zwerchgiebel sowie Portalädikula in barockisierenden Jugendstilformen | 094 14957          | Baudenkmal                       | Wohnhaus                |
| Humboldtstraße 41 (Karte) | Wohnhaus                        | Erbaut Anfang d. 20. Jh., dreigeschossiger Ziegelbau mit Putzdekor in floralen Jugendstilformen | 094 14958          | Baudenkmal                       | Wohnhaus                |
| Humboldtstraße 43 (Karte) | Wohnhaus                        | Erbaut Anfang des 20. Jh., schlichter dreigeschossiger Ziegelbau in Anlehnung an Renaissanceformen mit Putzgliederung aus Jugendstilornamenten | 094 14959          | Baudenkmal                       | Wohnhaus                |
| Humboldtstraße 45 (Karte) | Wohnhaus                        | Erbaut Anfang des 20. Jh., viergeschossiger Ziegelbau in straßenbildprägender Ecklage mit Seitenrisaliten und Eckerker, reicher Stuckdekor in floralen Jugendstilformen mit barockisierenden Elementen | 094 14960          | Baudenkmal                       | Wohnhaus                |
| Humboldtstraße 47 (Karte) | Wohnhaus                        | Erbaut Anfang des 20. Jh., schlichter viergeschossiger Ziegelbau mit Putzgliederung sowie mit Rundbogen- und gotisierenden Vorhangbogenfenstern | 094 14942          | Baudenkmal                       | Wohnhaus                |
| Humboldtstraße 52 (Karte) | Synagoge und Jüdischer Friedhof | 1894 als Feierhalle des jüdischen Friedhofs erbaut, typischer jüdischer Sakralbau des 19. Jahrhunderts, 1951 zur Synagoge umgestaltet; auf dem 1864 angelegten Friedhof repräsentatives Portal und zahlreiche bemerkenswerte Grabsteine des 19. und 20. Jahrhunderts                                                                    | 094 04766          | Baudenkmal                       | Weitere Bilder          |
| Kleiststraße 7 (Karte) | Wohnhaus                        | Erbaut ca. 1910, drei- bis viergeschossiger Putzbau mit großem Zwerchgiebel und repräsentativem Ädikulaportal mit Volutengiebel in späten Jugendstilformen | 094 14999          | Baudenkmal                       | Wohnhaus                |
| Kleiststraße 8 (Karte) | Wohnhaus                        | Erbaut ca. 1910, drei- bis viergeschossiger Putzbau mit großem Zwerchgiebel und repräsentativem Ädikulaportal mit Volutengiebel in späten Jugendstilformen | 094 14998          | Baudenkmal                       | Wohnhaus                |
| Kleiststraße 9 (Karte) | Wohnhaus                        | Erbaut ca. 1910, drei- bis viergeschossiger Putzbau mit großem Zwerchgiebel und Mansarddach, schlichter Jugendstil | 094 70103          | Baudenkmal                       | Wohnhaus                |
| Lessingstraße 3 (Karte) | Wohnhaus                        | Erbaut ca. 1885, dreigeschossiger Putzbau mit Mezzanin und Seitenrisalit, repräsentative spätklassizistische Fassade | 094 14862          | Baudenkmal                       | Wohnhaus                |
| Lessingstraße 4 (Karte) | Wohnhaus                        | Erbaut ca. 1890, dreieinhalbgeschossiger Ziegelbau mit Seitenrisalit, reich stuckierte, eklektizistische Fassade mit neubarocken und Neurenaissanceelementen | 094 14861          | Baudenkmal                       | Wohnhaus                |
| Lessingstraße 5 (Karte) | Wohnhaus                        | Erbaut ca. 1890, viereinhalbgeschossiger Putzbau mit Seitenrisaliten, repräsentative, eklektizistische Fassade mit neubarocken und Neurenaissanceelementen | 094 14860          | Baudenkmal                       | Wohnhaus                |
| Lessingstraße 6 (Karte) | Wohnhaus                        | Erbaut ca. 1890, viereinhalbgeschossiger Ziegelbau mit reicher neubarocker, ausgewogen proportionierter, stuckierter Fassade | 094 14859          | Baudenkmal                       | Wohnhaus                |
| Lessingstraße 7 (Karte) | Wohnhaus                        | Erbaut ca. 1890, viereinhalbgeschossiger Putzbau mit Seitenrisaliten, repräsentative Neurenaissancefassade | 094 14858          | Baudenkmal                       | Wohnhaus                |
| Lessingstraße 8 (Karte) | Wohnhaus                        | Erbaut ca. 1890, viergeschossiger Ziegelbau mit Seitenrisaliten, repräsentative, neubarocke Fassade mit reichem Kartuschendekor | 094 14857          | Baudenkmal                       | Wohnhaus                |
| Lessingstraße 9 (Karte) | Wohnhaus                        | Erbaut ca. 1890, repräsentativer viereinhalbgeschossiger Ziegelbau mit neubarocker Fassade, pompöse Stuckgliederung mit vorgelegten Halbsäulen in allen Obergeschossen | 094 14856          | Baudenkmal                       | Wohnhaus                |
| Lessingstraße 11 (Karte) | Wohnhaus                        | Erbaut 1880er Jahre, repräsentativer viereinhalbgeschossiger Putzbau in straßenbildprägender Ecklage mit reichem Stuckdekor in neubarocken Formen | 094 14854          | Baudenkmal                       | Wohnhaus                |
| Lessingstraße 13 (Karte) | Schule                          | Ehemalige Lessingschule, erbaut 1888 und als Volksschule Nr. VII eröffnet; typischer, spartanisch-schlichter Volksschulbau der Gründerzeit, gehört als Doppelschule zusammen mit Schillerstraße 47, heute Konservatorium „Georg Friedrich Händel“                                                                                       | 094 14897          | Baudenkmal                       | Schule                  |
| Lessingstraße 14 (Karte) | Wohnhaus                        | Erbaut ca. 1885/1890, dreieinhalbgeschossiger Putzbau mit Mittelrisalit über Souterrain und repräsentativ gegliederter spätklassizistischer Fassade | 094 14896          | Baudenkmal                       | Wohnhaus                |
| Lessingstraße 15 (Karte) | Wohnhaus                        | Erbaut ca. 1885/1890, dreieinhalbgeschossiger Putzbau über Souterrain mit Seitenrisalit und repräsentativer spätklassizistischer Fassade | 094 14895          | Baudenkmal                       | Wohnhaus                |
| Lessingstraße 16 (Karte) | Wohnhaus                        | Erbaut ca. 1885/1890, dreieinhalbgeschossiger Putzbau über Souterrain mit repräsentativ gegliederter spätklassizistischer Fassade, im dritten Obergeschoss korinthische Pilaster | 094 14894          | Baudenkmal                       | Wohnhaus                |
| Lessingstraße 17 (Karte) | Wohnhaus                        | Erbaut ca. 1885/1890, dreigeschossiger Putzbau über Souterrain mit reich stuckierter spätklassizistischer Fassade, floral gestalteter Stuckfries mit Porträtköpfen | 094 14893          | Baudenkmal                       | Wohnhaus                |
| Lessingstraße 20 (Karte) | Wohnhaus                        | Erbaut ca. 1890, viereinhalbgeschossiger Ziegelbau mit Seitenrisalit, reich gegliederte und profilierte, stuckierte Fassade im Neubarock | 094 14891          | Baudenkmal                       | Wohnhaus                |
| Lessingstraße 21 (Karte) | Wohnhaus                        | Erbaut Ende d. 19. Jh., dreigeschossiger Ziegelbau mit schlichter barockisierender Putzgliederung | 094 14890          | Baudenkmal                       | Wohnhaus                |
| Lessingstraße 22 (Karte) | Wohnhaus                        | Erbaut 1886, dreigeschossiger Ziegelbau mit Mittelrisalit, Rundbogenfenstern und Formsteindekor in den Fensterbrüstungen, originelles Beispiel stilistisch eigenständiger Ziegelarchitektur des späten 19. Jh. | 094 14889          | Baudenkmal                       | Wohnhaus                |
| Lessingstraße 23 (Karte) | Wohnhaus                        | Erbaut Ende d. 19. Jh., dreigeschossiger Ziegelbau mit reich stuckiertem Reliefschmuck in den Fensterbekrönungen, in neubarocken Formen | 094 14888          | Baudenkmal                       | Wohnhaus                |
| Lessingstraße 25 (Karte) | Wohnhaus                        | Erbaut Ende des 19. Jh., viereinhalbgeschossiger Ziegelbau mit wuchtigem Kastenerker und repräsentativer Putzgliederung in Neurenaissanceformen | 094 14886          | Baudenkmal                       | Wohnhaus                |
| Lessingstraße 26 (Karte) | Wohnhaus                        | dreigeschossiger Ziegelbau mit polygonalem Eckturm in straßenbildprägender Ecklage, repräsentative Putzgliederung in Neurenaissanceformen | 094 14885          | Baudenkmal                       | Wohnhaus                |
| Lessingstraße 27 (Karte) | Wohnhaus                        | Erbaut 1904, viergeschossiger Ziegelbau mit zwei Runderkern, originelle Fassade mit Vorhangbogen und Eselsrückenfenstern, reicher Putzdekor in barockisierenden Jugendstilformen | 094 14884          | Baudenkmal                       | Wohnhaus                |
| Lessingstraße 28 (Karte) | Portal                          | Erbaut Anfang d. 20. Jh., aufwendig gestaltetes Jugendstilportal, üppiger Stuckdekor in vegetabilen Formen, mit Maskenkopf, eines der prächtigsten Jugendstilportale Halles | 094 14883          | Baudenkmal                       | Portal                  |
| Lessingstraße 29 (Karte) | Wohnhaus                        | Erbaut Anfang d. 20. Jh., dreigeschossiger Putzbau mit Schweifgiebel und Runderker, mit sparsamem Jugendstildekor | 094 14882          | Baudenkmal                       | Wohnhaus                |
| Lessingstraße 31 (Karte) | Wohnhaus                        | Erbaut Anfang d. 20. Jh., dreigeschossiger Putzbau über Souterrain mit Kastenerker und Loggia, ornamental gestalteter Putzdekor in Jugendstilformen | 094 14880          | Baudenkmal                       | Wohnhaus                |
| Lessingstraße 32 (Karte) | Wohnhaus                        | Erbaut Ende d. 19. Jh., dreigeschossiger Ziegelbau mit Putzgliederung über Souterrain mit Kastenerker, repräsentative Neurenaissancefassade, identisch mit Nummer 33 | 094 14879          | Baudenkmal                       | Wohnhaus                |
| Lessingstraße 33 (Karte) | Wohnhaus                        | Erbaut Ende d. 19. Jh., dreigeschossiger Ziegelbau mit Putzgliederung über Souterrain mit Kastenerker, repräsentative Neurenaissancefassade, identisch mit Nummer 32 | 094 96925          | Baudenkmal                       | Wohnhaus                |
| Lessingstraße 34 (Karte) | Wohnhaus                        | Erbaut Ende d. 19. Jh., dreigeschossiger Ziegelbau mit Putzgliederung und repräsentativer Neurenaissancefassade | 094 14877          | Baudenkmal                       | Wohnhaus                |
| Lessingstraße 38, 39 (Karte) | Häusergruppe                    | Erbaut Ende d. 19. Jh., zwei dreieinhalbgeschossige Ziegelbauten auf trapezförmigem Grundriss mit streng gegliederter Putzfassade spätklassizistischen Gepräges | 094 14874          | Baudenkmal                       | Häusergruppe            |
| Lessingstraße 40 (Karte) | Wohnhaus                        | Erbaut ca. 1890, viereinhalbgeschossiger Putzbau mit Seitenrisalit sowie stark reliefierter und reich stuckierter Fassade in Neurenaissanceformen | 094 14872          | Baudenkmal                       | Wohnhaus                |
| Lessingstraße 41 (Karte) | Wohnhaus                        | Erbaut ca. 1890, repräsentativer viereinhalbgeschossiger Putzbau mit bemerkenswert gestaltetem barockisierenden Stuckdekor | 094 14871          | Baudenkmal                       | Wohnhaus                |
| Lessingstraße 42 (Karte) | Wohnhaus                        | Erbaut ca. 1890, viereinhalbgeschossiger Ziegelbau mit Seitenrisalit und reichem neubarocken Stuckdekor | 094 14870          | Baudenkmal                       | Wohnhaus                |
| Lessingstraße 44 (Karte) | Wohnhaus                        | Erbaut Ende des 19. Jahrhunderts, viergeschossiger Putzbau mit Kastenerker und repräsentativer Fassadengliederung in Neurenaissanceformen | 094 14868          | Baudenkmal                       | Wohnhaus                |
| Lessingstraße 47 (Karte) | Wohnhaus                        | Erbaut ca. 1885–1890, viereinhalbgeschossiger Putzbau mit Mittelrisalit und repräsentativ gegliederter Fassade in Neurenaissanceformen | 094 14866          | Baudenkmal                       | Wohnhaus                |
| Lessingstraße 48 (Karte) | Wohnhaus                        | Erbaut ca. 1885-189, dreieinhalbgeschossiger Putzbau mit gequadertem Erdgeschoss und repräsentativer barockisierender Fassade | 094 14865          | Baudenkmal                       | Wohnhaus                |
| Ludwig-Wucherer-Straße 36 (Karte) | Wohnhaus                        | Erbaut ca. 1880/90, viereinhalbgeschossiger Ziegelbau mit Putzgliederung und Mittelrisalit, repräsentative Fassade mit reicher Rustikagliederung in Neurenaissanceformen | 094 13039          | Baudenkmal                       | Wohnhaus                |
| Ludwig-Wucherer-Straße 40 (Karte) | Wohnhaus                        | Erbaut ca. 1880/90, viereinhalbgeschossiger Putzbau mit repräsentativer Neurenaissancefassade | 094 13041          | Baudenkmal                       | Wohnhaus                |
| Ludwig-Wucherer-Straße 48 (Karte) | Wohnhaus                        | Erbaut letztes Viertel d. 19. Jh., repräsentativer, viergeschossiger Ziegelbau in straßenbildprägender Ecklage, reich dekorierte Fassade mit eklektizistischem Stuckdekor | 094 12982          | Baudenkmal                       | Wohnhaus                |
| Ludwig-Wucherer-Straße 50 (Karte) | Wohnhaus                        | Erbaut ca. 1890, repräsentativer viereinhalbgeschossiger Ziegelbau mit Seitenrisalit, reiche Rustika- und Pilastergliederung in Putz, Neurenaissance | 094 12983          | Baudenkmal                       | Wohnhaus                |
| Ludwig-Wucherer-Straße 54 (Karte) | Wohnhaus                        | Erbaut ca. 1900, viergeschossiger Ziegelbau in straßenbildprägender Ecklage mit Kastenerker und Schweifgiebel, eklektizistischer Putzdekor in Neurenaissance- und Jugendstilformen | 094 12985          | Baudenkmal                       | Wohnhaus                |
| Ludwig-Wucherer-Straße 72 (Karte) | Wohnhaus                        | Erbaut ca. 1890, dreieinhalbgeschossiger Ziegelbau in Ecklage über Souterrain mit großem Kastenerker, Neurenaissancefassade mit sparsamem Stuckdekor | 094 12993          | Baudenkmal                       | Wohnhaus                |
| Ludwig-Wucherer-Straße 78 (Karte) | Wohnhaus                        | Erbaut ca. 1880/90, repräsentativer dreigeschossiger Putzbau über Souterrain, aufwendig rustizierte und mit Säulen und Pilastern gegliederte Neurenaissancefassade | 094 12995          | Baudenkmal                       | Wohnhaus                |
| Ludwig-Wucherer-Straße 86 (Karte) | Wohn- und Geschäftshaus         | Erbaut ca. 1910, viergeschossiger Putzbau mit Schweifgiebel, Erker, monumentaler Säulengliederung und Gesimsbetonung, neoklassizistisch geprägter Jugendstil | 094 12996          | Baudenkmal                       | Wohn- und Geschäftshaus |
| Maxim-Gorki-Straße 7 (Karte) | Verwaltungsgebäude              | Erbaut 1921–1925, ehemaliges Verwaltungsgebäude der Landwirtschaftlichen Zentralgenossenschaft, Architekt Hermann Frede, schlossartige Dreiflügelanlage mit Ehrenhof hinter steinerner Pergola, qualitätvolle Repräsentationsarchitektur traditionalistisch-sachlichen Charakters                                                       | 094 04871          | Baudenkmal                       | Verwaltungsgebäude      |
| Maxim-Gorki-Straße 10 (Karte) | Wohnhaus                        | Erbaut ca. 1910, zweigeschossiger Putzbau über Souterrain mit Seitenrisalit, sparsam streng gegliederte Fassade mit zarten Horizontalgesimsen und Putzapplikationen in späten Jugendstilformen | 094 70176          | Baudenkmal                       | Wohnhaus                |
| Maxim-Gorki-Straße 12 (Karte) | Wohnhaus                        | Erbaut ca. 1910, zweigeschossiger Putzbau über Souterrain mit sparsamem Jugendstildekor und asymmetrisch versetzten Zwerchgiebeln | 094 70178          | Baudenkmal                       | Wohnhaus                |
| Maxim-Gorki-Straße 13 (Karte) | Verwaltungsgebäude              | Erbaut 1921–1925, ehemalige Bank der Landwirtschaftlichen Zentralgenossenschaft, dreigeschossiger, repräsentativer Putzbau, das travertinverblendete Erdgeschoss durch vorgelegte dorische Halbsäulen monumental gegliedert, qualitätvolle Repräsentationsarchitektur traditionalistisch-sachlichen Charakters, Architekt Hermann Frede | 094 04872          | Baudenkmal                       | Weitere Bilder          |
| Maxim-Gorki-Straße 15 (Karte) | Wohnhaus                        | Erbaut ab 1938, zweigeschossiger Putzbau mit steilem Satteldach und Zwerchgiebel, Beispiel traditionellen Bauens im Sinne des Heimatstils, Architekten Julius Kallmeyer und Wilhelm Facilides | 094 16418          | Baudenkmal                       | Wohnhaus                |
| Maxim-Gorki-Straße 8, 9 (Karte) | Häusergruppe                    | Erbaut ca. 1910, zwei- bis dreigeschossige, symmetrisch aufeinander bezogene Putzbauten mit Krüppelwalmdächern und markanten Rundbogenfriesen, Jugendstil | 094 70174          | Baudenkmal                       | Häusergruppe            |
| Paracelsusstraße 6 (Karte) | Wohnhaus                        | Erbaut 1904, viergeschossiger Putzbau mit breitgelagertem Erker und Schweifgiebel, reicher Stuckdekor aus Masken, Girlanden, Figuren und Laubwerk, Jugendstil | 094 14846          | Baudenkmal                       | Weitere Bilder          |
| Paracelsusstraße 7 (Karte) | Wohnhaus                        | Erbaut um 1900, viergeschossiger, eklektizistischer Putzbau in Ecklage mit Eckerker und -türmchen, neugotischer Dekor mit Jugendstilelementen | 094 14841          | Baudenkmal                       | Wohnhaus                |
| Paracelsusstraße 8 (Karte) | Wohnhaus                        | Erbaut um 1900, viergeschossiger Putzbau mit Kastenerker und Balkonen, Mansarddach mit Schweifgiebel, sparsamer Stuckdekor, Jugendstil | 094 14840          | Baudenkmal                       | Wohnhaus                |
| Paracelsusstraße 9 (Karte) | Wohn- und Geschäftshaus         | Erbaut 1891, Ziegelbau in Ecklage mit Eck- und Seitenrisaliten, prächtiger neubarocker Fassadenstuck, Segmentbogengiebel mit Putten und Jahreszahl | 094 14838          | Baudenkmal                       | Wohn- und Geschäftshaus |
| Paracelsusstraße 14 (Karte) | Wohnhaus                        | Erbaut Ende d. 19. Jh., schlichter fünfgeschossiger Ziegelbau mit neubarockem Stuckdekor, Seitenrisalit | 094 14835          | Baudenkmal                       | Wohnhaus                |
| Paracelsusstraße 20 (Karte) | Wohnhaus                        | Erbaut Ende d. 19. Jh., fünfgeschossiger, schlichter Ziegelbau mit sparsamem spätklassizistischen Stuckdekor im Fensterbereich, Zwischengesimse | 094 14356          | Baudenkmal                       | Wohnhaus                |
| Paracelsusstraße 23 (Karte) | Kaserne                         | Erbaut 1891/92, ehemalige Kaserne II des Magdeburger Füsilierregiments Nummer 36, Komplex aus ein- bis zweigeschossigen, gelben Klinkerbauten mit Mezzanin, Risaliten und Gesimsen unter sehr flach geneigten Dächern, Erweiterungen 1895 und um 1930                                                                                   | 094 96978          | Baudenkmal                       | Kaserne                 |
| Paracelsusstraße 2b (Karte) | Wohnhaus                        | Erbaut ca. 1910, viergeschossiger Putzbau mit verklinkertem Erdgeschoss, Mansardwalmdach und hohem Zwerchgiebel, strenge und interessante asymmetrische Fassadengliederung des späten Jugendstils | 094 04903          | Baudenkmal                       | Wohnhaus                |
| Paracelsusstraße 2c (Karte) | Wohnhaus                        | Erbaut 1910, viergeschossiger Putzbau mit verklinkertem Erdgeschoss, Mansarddach und hohem Zwerchhaus in Ecklage (architektonisch-städtebauliches Pendant zu Paracelcusstraße 2b) | 094 12019          | Baudenkmal                       | Wohnhaus                |
| Paracelsusstraße 5b (Karte) | Wohnhaus                        | Erbaut um 1900, viergeschossiger Putzbau mit giebelbekröntem Erker, Fachwerkgaupe, schöner Stuckdekor, interessante Fensterversprossung, Jugendstil | 094 13316          | Baudenkmal                       | Wohnhaus                |
| Paracelsusstraße 6a (Karte) | Wohnhaus                        | Erbaut um 1900, viergeschossiger Putzbau mit Erkern und Balkonen; gut erhaltener, prächtig gestalteter Stuckdekor im Eingangsbereich, Jugendstil | 094 14845          | Baudenkmal                       | Wohnhaus                |
| Paracelsusstraße 6c (Karte) | Wohnhaus                        | Erbaut um 1900, viergeschossiger, breitgelagerter Putzbau mit giebelbekröntem Mittelerker und rustizierten Pilastern, Konsolsteine am Erker als Grotesken ausgebildet, Jugendstil | 094 14843          | Baudenkmal                       | Weitere Bilder          |
| Paracelsusstraße 7b (Karte) | Wohn- und Geschäftshaus         | Erbaut um 1900, viergeschossiger Ziegelbau mit Kastenerker, Mansarddach mit Schweifgiebel, Jugendstilstuckdekor | 094 14842          | Baudenkmal                       | Wohn- und Geschäftshaus |
| Paracelsusstraße 8a (Karte) | Wohn- und Geschäftshaus         | Erbaut um 1900, viergeschossiger, eklektizistischer Putzbau mit Erker, schlichter Stuckdekor im Neurenaissance- und Jugendstil | 094 14839          | Baudenkmal                       | Wohn- und Geschäftshaus |
| Rathenauplatz 1 (Karte) | Villa                           | Erbaut 1911, zweigeschossiger Putzbau in Ecklage mit steilem Satteldach und Zwerchhäusern in den Formen der Reformarchitektur des frühen 20. Jahrhunderts, Architekt Julius Kallmeyer | 094 14660          | Baudenkmal                       | Villa                   |
| Rathenauplatz 2, 3, 4 (Karte) | Häusergruppe                    | Erbaut 1911, zweigeschossige Reihenhäuser, landhausartige Baugruppe mit Mittel- und Seitenrisaliten im schlichten Stil der Reformarchitektur des frühen 20. Jahrhunderts, Architekt Julius Kallmeyer | 094 14659          | Baudenkmal                       | Häusergruppe            |
| Rathenauplatz 5 (Karte) | Wohnhaus                        | Erbaut 1911, zwei- bis dreigeschossiger Putzbau in Ecklage, malerisch-asymmetrischer Baukörper unter steilen Satteldächern in schlichten Formen der Reformarchitektur des frühen 20. Jh., Architekt Julius Kallmeyer | 094 14658          | Baudenkmal                       | Weitere Bilder          |
| Rathenauplatz 7 (Karte) | Wohnhaus                        | Erbaut ca. 1910, zweieinhalbgeschossiger Putzbau über Bruchsteinsockel in Ecklage, mit geschweiftem Walmdach, Volutengiebel und säulenverziertem Runderker | 094 14657          | Baudenkmal                       | Weitere Bilder          |
| Rathenauplatz 8 (Karte) | Villa                           | Erbaut ca. 1905, platzbildprägender dreigeschossiger Putzbau mit riesigen Mansarddächern, raffinierte Ecklösung, qualitätvolles Beispiel einer Villenarchitektur in jugendstilnahen Formen der Reformarchitektur des frühen 20. Jh. | 094 08253          | Baudenkmal                       | Weitere Bilder          |
| Rathenauplatz 9 (Karte) | Villa                           | Erbaut ca. 1910, zweigeschossiger Putzbau unter steilem Satteldach mit Treppenturm, Spitzgiebel mit Lisenen- und Blendbogengliederung als Zitat althallescher Bürgerhäuser im Sinne des Heimatstils des frühen 20. Jh. | 094 14655          | Baudenkmal                       | Villa                   |
| Rathenauplatz 10 (Karte) | Villa                           | Erbaut 1914, zweigeschossiger Putzbau in Ecklage mit hohem Mansarddach, polygonalen und halbkreisförmigen Erkern mit ionischen Säulen im Stil des Neoklassizismus des frühen 20. Jh., Architekt Paul Grempler | 094 14656          | Baudenkmal                       | Villa                   |
| Rathenauplatz 11 (Karte) | Villa                           | Erbaut ca. 1910, zweieinhalbgeschossiger Putzbau über Bruchsteinsockel mit hohem Walmdach, malerisch-asymmetrisch gruppierter Bau monumentalen Charakters mit neoklassizistischen und Jugendstilelementen | 094 14654          | Baudenkmal                       | Weitere Bilder          |
| Rathenauplatz 12 (Karte) | Wohnhaus                        | Erbaut ca. 1910, zweigeschossiger Putzbau über Souterrain mit hohem Walmdach, Schweifgiebel und Zwerchhaus in straßenbildprägender Ecklage | 094 14653          | Baudenkmal                       | Wohnhaus                |
| Rathenauplatz 13 (Karte) | Wohnhaus                        | Erbaut Anfang d. 20. Jh., repräsentativer dreigeschossiger Putzbau über Souterrain mit Mansarddach und weit ausholenden Zwerchgiebeln in monumentalisierten Jugendstilformen | 094 14652          | Baudenkmal                       | Wohnhaus                |
| Rathenauplatz 14 (Karte) | Wohnhaus                        | Erbaut 1913, viergeschossiger, repräsentativer Putzbau mit Loggien, Erkern und großem Zwerchhaus in barockisierenden Jugendstilformen, von großer städtebaulicher Bedeutung für die Erscheinung des Platzes, Architekt Paul Grempler | 094 04955          | Baudenkmal                       | Wohnhaus                |
| Rathenauplatz 15 (Karte) | Wohnhaus                        | Erbaut Anfang d. 20. Jh., platzbildprägender dreigeschossiger Putzbau mit Mittelrisalit und Loggien in strengen Jugendstilformen | 094 14651          | Baudenkmal                       | Wohnhaus                |
| Rathenauplatz 19 (Karte) | Wohnhaus                        | Erbaut Anfang d. 20. Jh., repräsentativer Putzbau in Ecklage, hohes Mansarddach, reiche asymmetrische Gruppierung des Baukörpers mit Risaliten, Loggien, Treppenturm und Zwerchhäusern, florale Jugendstilformen | 094 14650          | Baudenkmal                       | Wohnhaus                |
| Rathenauplatz 20 (Karte) | Wohnhaus                        | Erbaut 1911/1912, repräsentativer, platzbildprägender Putzbau über Souterrain mit mächtigem Spitzgiebel und eindrucksvollem Fassadenrelief mit Erkern und Balkonen in monumentalisierten Jugendstilformen, Architekt Paul Grempler | 094 14649          | Baudenkmal                       | Wohnhaus                |
| Rathenauplatz 21 (Karte) | Wohnhaus                        | Erbaut Anfang d. 20. Jh., repräsentativer dreigeschossiger Putzbau mit asymmetrisch angeordnetem Treppenturm, Seitenrisaliten und Zwerchhäusern, aufwendiger plastischer Fassadenschmuck in barockisierenden Jugendstilformen | 094 14648          | Baudenkmal                       | Wohnhaus                |
| Rathenauplatz 22 (Karte) | Kirche                          | Pauluskirche | 094 18771          | Baudenkmal                       | Weitere Bilder          |
| Reilstraße 128, 128a Schopenhauerstraße 2 (Karte) | Kaserne                         | Erbaut 1881–1884 als Kaserne des Infanterieregiments Nr. 36, gewaltiger, flachgedeckter, viergeschossiger Ziegelbau in Anlehnung an Palastbauten der italienischen Frührenaissance, Architekten Hermann Schneider, Otto Rückert und Bucker                                                                                              | 094 04961          | Baudenkmal                       | Kaserne                 |
| Reilstraße 129 (Karte) | Wohnhaus                        | Erbaut ca. 1910, viergeschossiger Putzbau in markanter Ecklage mit großen gestaffelten Zwerchgiebeln und Erkern in bemerkenswerter asymmetrischer Gruppierung, Beispiel für stark versachlichte Jugendstilarchitektur | 094 13499          | Baudenkmal                       | Wohnhaus                |
| Reilstraße 131 (Karte) | Wohn- und Geschäftshaus         | Erbaut ca. 1880, dreigeschossiger Ziegelbau in Ecklage, mit reicher Putzgliederung, Rundtürmen und polygonalem Erker, Neurenaissancefassade | 094 18772          | Baudenkmal                       | Wohn- und Geschäftshaus |
| Reilstraße 134 (Karte) | Wohn- und Geschäftshaus         | Erbaut 1868, dreigeschossiger Ziegelbau mit Putzgliederung in straßenbildprägender Lage am Reileck, Fassade im Stil der Neurenaissance um 1890 verändert, seit 1894 Sitz der Mohren-Apotheke | 094 12974          | Baudenkmal                       | Weitere Bilder          |
| Robert-Blum-Straße 1 (Karte) | Wohnhaus                        | Erbaut ca. 1890, repräsentativer dreieinhalbgeschossiger Putzbau mit reicher, ausgewogen proportionierter Fassadengestaltung im Stil der Neurenaissance, Beletage mit stuckiertem Blumenfries betont | 094 14471          | Baudenkmal                       | Wohnhaus                |
| Robert-Blum-Straße 2 (Karte) | Wohnhaus                        | Erbaut ca. 1890, repräsentativer viergeschossiger Putzbau mit spätklassizistischen und Neurenaissanceelementen, Seitenrisalit, Quaderdiamantierung im Erdgeschoss, Betonung der Beletage durch Giebel | 094 14470          | Baudenkmal                       | Wohnhaus                |
| Robert-Blum-Straße 3 (Karte) | Wohnhaus                        | Erbaut ca. 1890, ansehnlicher dreieinhalbgeschossiger Putzbau, profilierte Zwischengesimse, Betonung der Beletage mittels vegetabilen Stuckdekors im Fensterbereich, Neubarock | 094 14469          | Baudenkmal                       | Wohnhaus                |
| Robert-Blum-Straße 4 (Karte) | Wohn- und Geschäftshaus         | Erbaut ca. 1890, repräsentativer, viereinhalbgeschossiger Putzbau in Ecklage, reicher Fassadendekor aus stuckierten Segment- und Dreiecksgiebeln, Pilastern, Porträtköpfen und Diamantierung, Neurenaissance | 094 14468          | Baudenkmal                       | Wohn- und Geschäftshaus |
| Robert-Blum-Straße 7 (Karte) | Wohnhaus                        | Erbaut zwischen 1900 und 1903, repräsentativer Ziegelbau in markanter Ecklage mit herrschaftlichem Anspruch, geschweifte Giebel, Eckerker mit turmähnlichem Aufbau, ornamental gestaltete Stuckfelder, Jugendstil, | 094 14481          | Baudenkmal                       | Wohnhaus                |
| Robert-Blum-Straße 8 Schleiermacherstraße 7, 8, 9 Robert-Blum-Straße/Ecke Schleiermacherstraße (Karte) | Häusergruppe                    | Häusergruppe Erbaut 1911/12, stattliche drei- bis viergeschossige Putzbauten in beherrschender Ecklage, durch Erker, Balkone und Zwerchhaus belebte Fassade, ornamentaler Stuck- und Kermamikdekor im Portalbereich, Jugendstil, Architekt: Wilhelm Bode                                                                                | 094 66087          | Baudenkmal                       | Häusergruppe            |
| Robert-Blum-Straße 8 | Wohnhaus                        | Wohnhaus | 094 66087 001      | Teilobjekt eines Baudenkmal      |                         |
| Schleiermacherstraße 7 | Wohnhaus                        | Wohnhaus | 094 66087 002      | Teilobjekt eines Baudenkmal      |                         |
| Schleiermacherstraße 8 | Wohnhaus                        | Wohnhaus | 094 66087 003      | Teilobjekt eines Baudenkmal      |                         |
| Schleiermacherstraße 9 | Wohnhaus                        | Wohnhaus | 094 66087 004      | Teilobjekt eines Baudenkmal      |                         |
| Robert-Blum-Straße 10 (Karte) | Wohnhaus                        | Wohnhaus Erbaut um 1910, stattlicher zweieinhalbgeschossiger Putzbau mit Mansarddach, Giebelhaus, Altan und Eckerker, sehr schöne Fensterversprossung, Jugendstil | 094 14664          | Baudenkmal                       | Wohnhaus                |
| Robert-Blum-Straße 11 (Karte) | Wohnhaus                        | Erbaut ca. 1930, zweigeschossiger Putzbau über L-förmigem Grundriss mit hohem Walmdach und dekorativen Ziegeleinlagen, gutes Beispiel für die Verbindung von Neuem Bauen und Heimatstil | 094 97026          | Baudenkmal                       | Wohnhaus                |
| Robert-Blum-Straße 11a (Karte) | Gemeindehaus                    | Pfarramt, erbaut 1908, schlichter dreieinhalbgeschossiger Putzbau von zehn Fensterachsen Breite mit überhöhtem Mittelrisalit in zurückgezogener Parklage, qualitätvolles Beispiel einer schmucklosen, aber angenehm proportionierten Zweckarchitektur der Jahrhundertwende, Architekten: Julius Kallmeyer, Wilhelm Facilides            | 094 04968          | Baudenkmal                       | Gemeindehaus            |
| Robert-Blum-Straße 12 (Karte) | Wohnhaus                        | Erbaut um 1910, schlichter zweigeschossiger Jugendstilputzbau mit interessant gestaltetem Giebel, im Eingangsbereich Stuckreliefs mit Tiermotiven, mit Vorgarten und Einfriedung | 094 14663          | Baudenkmal                       | Wohnhaus                |
| Robert-Blum-Straße 13 (Karte) | Wohnhaus                        | Erbaut um 1910, villenähnlicher zweigeschossiger Ziegelbau mit Putzgliederung und holzverkleidetem Giebel, konvex ausbauchender Erker mit Loggia, Jugendstil, mit Vorgarten und Einfriedung | 094 14662          | Baudenkmal                       | Wohnhaus                |
| Robert-Blum-Straße 14 (Karte) | Wohnhaus                        | Erbaut 1912, repräsentativ gestalteter zweieinhalbgeschossiger Ziegelbau mit Altan und hohem Giebel, anschauliches Beispiel für die Verbindung von Jugend- und Heimatstil, Architekt: Julius Kallmeyer (Büro Knoch und Kallmeyer) | 094 14661          | Baudenkmal                       | Wohnhaus                |
| Robert-Blum-Straße 35 (Karte) | Wohnhaus                        | Erbaut 1892 durch Friedrich Kuhnt, Verbindungshaus des Hallenser Wingolf, repräsentativer Ziegelbau mit Putzgliederung, Seitenrisalit und Giebel, Neurenaissance, mit Vorgarten und Einfriedung | 094 14480          | Baudenkmal                       | Weitere Bilder          |
| Robert-Blum-Straße 36 (Karte) | Wohnhaus                        | Erbaut zwischen 1895 und 1900, stattlicher viergeschossiger Putzbau mit Mezzanin, spätklassizistischer Stuckdekor, im Bereich der Seitenrisalite mit Giebeln und Pilastern | 094 14478          | Baudenkmal                       | Wohnhaus                |
| Robert-Blum-Straße 38 (Karte) | Wohnhaus                        | Erbaut um 1890, dreieinhalbgeschossiger Putzbau mit spätklassizistischem Stuckdekor in markanter Ecklage, | 094 14475          | Baudenkmal                       | Wohnhaus                |
| Schillerstraße 1 (Karte) | Wohnhaus                        | Erbaut um 1890, dreigeschossiger Ziegelbau mit Seitenrisaliten in markanter Ecklage, spätklassizistisch, daneben zweigeschossiger Ziegelbau mit Flachdach | 094 70119          | Baudenkmal                       | Wohnhaus                |
| Schillerstraße 3 (Karte) | Wohnhaus                        | Erbaut 1890er Jahre, dreieinhalbgeschossiger Ziegelbau in straßenbildprägender Ecklage mit Eckerker und Mittelrisalit, Neurenaissance | 094 15123          | Baudenkmal                       | Wohnhaus                |
| Schillerstraße 5 (Karte) | Wohnhaus                        | Erbaut Ende d. 19. Jh., dreieinhalbgeschossiger Ziegelbau mit fassadenbeherrschendem Polygonalerker, Stuckdekor aus Balustern und Giebeln | 094 15122          | Baudenkmal                       | Wohnhaus                |
| Schillerstraße 6 (Karte) | Wohnhaus                        | Erbaut letztes Viertel d. 19. Jh., dreigeschossiger Putzbau mit Mezzanin, viertelkreisförmige Balkone mit filigran gearbeitetem schmiedeeisernen Geländer, spätklassizistischer Stuckdekor im Fensterbereich | 094 15120          | Baudenkmal                       | Wohnhaus                |
| Schillerstraße 11 (Karte) | Wohnhaus                        | Erbaut Ende d. 19. Jh., stattlicher Ziegelbau mit um ein halbes Geschoss erhöhtem Mittelrisalit und vorgebautem Altan, vorkragendes Dach mit Konsolsteinen, Neurenaissance | 094 15115          | Baudenkmal                       | Wohnhaus                |
| Schillerstraße 12 (Karte) | Wohn- und Geschäftshaus         | Erbaut um 1890, dreigeschossiger Putzbau in markanter Ecklage mit Eckrisalit, Neubarock | 094 15121          | Baudenkmal                       | Wohn- und Geschäftshaus |
| Schillerstraße 14 (Karte) | Wohnhaus                        | Erbaut 1890er Jahre, viergeschossiger, neubarocker Ziegelbau; breiter, durch Rundbogenfenster und Pilaster hervorgehobener Mittelrisalit, Stuckdekor im Stil der Neurenaissance | 094 15114          | Baudenkmal                       | Wohnhaus                |
| Schillerstraße 15 (Karte) | Wohnhaus                        | Erbaut Ende d. 19. Jh., viergeschossiger Ziegelbau mit Seitenrisaliten, rundes Portal mit Pilastern, Neurenaissance | 094 15113          | Baudenkmal                       | Wohnhaus                |
| Schillerstraße 16 (Karte) | Wohnhaus                        | Erbaut Ende d. 19. Jh., viergeschossiger Ziegelbau, Seitenrisalite, sparsamer Stuckdekor im Fensterbereich, Neurenaissance | 094 15112          | Baudenkmal                       | Wohnhaus                |
| Schillerstraße 18 (Karte) | Wohnhaus                        | Erbaut 1890, symmetrisch aufgebauter, repräsentativer, viergeschossiger Ziegelbau mit üppig gestalteter neubarocker Fassade, Mittelrisalit mit altanähnlichem Balkon und trapezförmiger Dachhaube | 094 15111          | Baudenkmal                       | Wohnhaus                |
| Schillerstraße 19 (Karte) | Wohnhaus                        | Erbaut Ende d. 19. Jh., repräsentativer dreieinhalbgeschossiger Ziegelbau, Polygonalerker mit darüberliegendem Giebel, im Erdgeschoss Rundbogenfenster, neubarocker Stuckdekor | 094 15109          | Baudenkmal                       | Wohnhaus                |
| Schillerstraße 23 (Karte) | Wohnhaus                        | Erbaut Ende d. 19. Jh., stattlicher, straßenbildprägender, viergeschossiger Putzbau in Ecklage mit Mezzanin, Eckrisalit, Neurenaissance | 094 15108          | Baudenkmal                       | Wohnhaus                |
| Schillerstraße 24 (Karte) | Wohn- und Geschäftshaus         | Erbaut Ende d. 19. Jh., fünfgeschossiger, neubarocker Putzbau mit Zwischengesimsen, Konsolsteinen und vegetabilem Stuckdekor, Porträtköpfen und Diamantierung | 094 15107          | Baudenkmal                       | Wohn- und Geschäftshaus |
| Schillerstraße 25 (Karte) | Wohnhaus                        | Erbaut letztes Viertel d. 19. Jh., fünfgeschossiger Putzbau mit schlichter Fassadengestaltung, Stuckdekor im Fensterbereich, Neurenaissance | 094 15106          | Baudenkmal                       | Wohnhaus                |
| Schillerstraße 29 (Karte) | Wohnhaus                        | Erbaut Ende d. 19. Jh., repräsentativer viereinhalbgeschossiger Ziegelbau mit Seitenrisalit, reich gestaltete Fassade im Stil des Neubarock | 094 15103          | Baudenkmal                       | Wohnhaus                |
| Schillerstraße 35 (Karte) | Wohnhaus                        | Erbaut Ende d. 19. Jh., dreieinhalbgeschossiger neubarocker Ziegelbau mit weit vorkragendem Dach, Zwischengesimsen und Stuckdekor im Fensterbereich | 094 15100          | Baudenkmal                       | Wohnhaus                |
| Schillerstraße 37 (Karte) | Wohnhaus                        | Erbaut Ende d. 19. Jh., schlichter fünfgeschossiger Ziegelbau mit sparsamem Stuckdekor im Fensterbereich, Neurenaissance | 094 70120          | Baudenkmal                       | Wohnhaus                |
| Schillerstraße 38 (Karte) | Wohnhaus                        | Erbaut um 1900, fünfgeschossiger Ziegelbau mit einer, die Mittelachse betonendem, vegetabil gestalteten Stuckfeld, Profilköpfen und keramisch gestalteten Fensterbrüstungen, Jugendstil | 094 15097          | Baudenkmal                       | Wohnhaus                |
| Schillerstraße 39 (Karte) | Wohnhaus                        | Erbaut Ende d. 19. Jh., viergeschossiger, neubarocker Ziegelbau in straßenbildprägender Ecklage, Eckerker, Horizontalgliederung durch farbig abgesetzte Backsteinbänder | 094 15096          | Baudenkmal                       | Wohnhaus                |
| Schillerstraße 45 (Karte) | Wohnhaus                        | Erbaut Ende d. 19. Jh., dreieinhalbgeschossiger Putzbau mit expressionistisch geprägter Fassade, Zwischengesimsen und geometrisch gestalteten Stuckornamenten, umgebaut 1920er Jahre | 094 13984          | Baudenkmal                       | Wohnhaus                |
| Schillerstraße 46 (Karte) | Wohnhaus                        | Erbaut Ende d. 19. Jh., dreieinhalbgeschossiger Ziegelbau mit ausgewogen proportionierter Fassadengestaltung, Seitenrisalit, Neubarock | 094 15095          | Baudenkmal                       | Wohnhaus                |
| Schillerstraße 47 (Karte) | Schule                          | Ehemalige Schiller-Schule, erbaut 1888, schlichter Backsteinbau mit Seitenrisalit und mit Zahnschnittfries hervorgehobenen Gesimsen (gehört zusammen mit Lessingstraße 13), heute Konservatorium „Georg Friedrich Händel“ | 094 15098          | Baudenkmal                       | Schule                  |
| Schillerstraße 48 (Karte) | Wohnhaus                        | Erbaut Ende d. 19. Jh., repräsentativer, viergeschossiger, neubarocker Ziegelbau mit polygonalem Erker, Stuckdekor im Fensterbereich, an der Traufe Zahnschnittfries | 094 15094          | Baudenkmal                       | Wohnhaus                |
| Schillerstraße 50 (Karte) | Wohnhaus                        | Erbaut Ende d. 19. Jh., in markanter Ecksituation liegender, neubarocker Ziegelbau mit Zwischengesimsen und Mittelrisalit, zurückhaltender Stuckdekor, mit Vorgarten und Einfriedung | 094 15093          | Baudenkmal                       | Wohnhaus                |
| Schillerstraße 51 (Karte) | Wohnhaus                        | Erbaut um 1890, schlichter dreigeschossiger Ziegelbau im Stil der Neurenaissance mit Seitenrisalit und zurückhaltend gestaltetem Stuckdekor | 094 15092          | Baudenkmal                       | Wohnhaus                |
| Schillerstraße 52 (Karte) | Wohnhaus                        | Erbaut Ende d. 19. Jh., zweieinhalbgeschossiger, neubarocker Ziegelbau mit weit vorkragendem Dach und stuckierten Konsolsteinen, Erker im ersten Obergeschoss mit Rundbogenfenstern | 094 15091          | Baudenkmal                       | Wohnhaus                |
| Schillerstraße 53 bis 56 (Karte) | Häusergruppe                    | Erbaut 1889, repräsentativ gestaltete, dreigeschossige Ziegelbauten mit Mansarddach, Loggien und Altan mit Säulenstellung, Rundbogenfenster, Fassadengestaltung in neubarocken Formen, Ausführung Carl Schmidt | 094 15090          | Baudenkmal                       | Weitere Bilder          |
| Schillerstraße 57 (Karte) | Wohnhaus                        | Erbaut Ende d. 19. Jh., repräsentativer dreigeschossiger Ziegelbau, Betonung der Beletage durch vegetabilen Stuckdekor und Masken, Traufbereich mit Zahnschnittfries, Neurenaissance | 094 15086          | Baudenkmal                       | Wohnhaus                |
| Schillerstraße 58 (Karte) | Wohnhaus                        | Erbaut Ende d. 19. Jh., repräsentativer dreigeschossiger Putzbau mit Betonung der Beletage durch Stuckdekor aus Laubfriesen und -girlanden, aufwendig gearbeiteter schmiedeeiserner Zaun | 094 15085          | Baudenkmal                       | Wohnhaus                |
| Schillerstraße 59 (Karte) | Wohnhaus                        | Erbaut Ende d. 19. Jh., dreigeschossiger Ziegelbau mit Putzgliederung und Risalit in markanter Ecklage, Betonung der Beletage und des Traufgesimses durch Stuckdekor, Neurenaissance | 094 15084          | Baudenkmal                       | Wohnhaus                |
| Schillerstraße 7 bis 10 (Karte) | Häusergruppe                    | Erbaut 1887/88, villenartige, sehr repräsentative zweigeschossige Ziegelbauten mit Putzgliederung und Man-sarddach, Loggien mit Säulenstellung, im Stil der Neurenaissance und des Neubarock, Ausführung E. Friedrich | 094 15119          | Baudenkmal                       | Weitere Bilder          |
| Schleiermacherstraße 1 (Karte) | Wohnhaus                        | Erbaut Ende des 19. Jh., zweigeschossiger Ziegelbau mit Mezzanin in markanter Ecklage, Seitenrisalite und kräftige Diamantierung an Ecken, zurückhaltender Stuckdekor, Neurenaissance | 094 14499          | Baudenkmal                       | Wohnhaus                |
| Schleiermacherstraße 2 (Karte) | Wohnhaus                        | Erbaut um 1890, repräsentativer dreigeschossiger Putzbau auf Souterrain mit Kastenerker und figürlichem Stuckdekor, Neubarock | 094 14498          | Baudenkmal                       | Wohnhaus                |
| Schleiermacherstraße 5 (Karte) | Wohnhaus                        | Erbaut Anfang des 20. Jh., breitgelagerter, neunachsiger, dreieinhalbgeschossiger Putzbau, mit großzügigem, durch drei Arkaden gestalteter Eingangsbereich, expressionistisch gehaltene Zwerchhäuser, umgebaut um 1920 | 094 14610          | Baudenkmal                       | Wohnhaus                |
| Schleiermacherstraße 11 Willy-Lohmann-Straße 7 (Karte) | Verwaltungsgebäude              | Verwaltungsgebäude Ehemalige Landwirtschaftskammer der preußischen Provinz Sachsen, erbaut 1901/02, monumentaler vier- bis fünfgeschossiger Putzbau über Bruchsteinsockel mit Sandsteingliederungen, markantem Eckturm mit riesiger Schweifhaube und reich gegliederten Zwerchhäusern in Formen der Neurenaissance                      | 094 05127          | Baudenkmal                       | Weitere Bilder          |
| Willy-Lohmann-Straße 7 | Verwaltungsgebäude              | Verwaltungsgebäude | 094 05127 001      | Teilobjekt eines Baudenkmals     |                         |
| Schleiermacherstraße 11 | Wohnhaus                        | Wohnhaus | 094 05127 002      | Teilobjekt eines Baudenkmals     |                         |
| Schleiermacherstraße 12 (Karte) | Wohnhaus                        | Erbaut Anfang des 20. Jh., schlichter, aber stattlicher viergeschossiger Putzbau auf Backsteinsockel in markanter Ecklage, Mansarddach, giebelbekrönte Erker, Jugendstil | 094 15001          | Baudenkmal                       | Wohnhaus                |
| Schleiermacherstraße 15 (Karte) | Wohnhaus                        | Erbaut 1912, ehemaliges Verbindungshaus „Silesia“, stattlicher zweieinhalbgeschossiger Putzbau mit Altan und Giebelhaus, schlichte Fassadengestaltung, Jugendstil, Architekt Otto Glaw | 094 70122          | Baudenkmal                       | Wohnhaus                |
| Schleiermacherstraße 19 (Karte) | Wohnhaus                        | Erbaut um 1910, dreieinhalbgeschossiger Putzbau mit Runderker in markanter Ecklage, Mansarddach mit Zwerchhäusern, Seitenrisalit und -erker, stuckierte figürliche Darstellungen, Jugendstil | 094 14989          | Baudenkmal                       | Wohnhaus                |
| Schleiermacherstraße 20 (Karte) | Wohnhaus                        | Erbaut Anfang d. 20. Jh., dreigeschossiger, plastisch reich akzentuierter Putzbau mit Loggien und großen Zwerchgiebeln, auffällig reiche figürliche Bauplastik (Putti) in Stuck, gutes Beispiel für den Mietshausbau gehobenen Anspruchs aus der Zeit der Jahrhundertwende                                                              | 094 05010          | Baudenkmal                       | Wohnhaus                |
| Schleiermacherstraße 27, 28 (Karte) | Häusergruppe                    | Erbaut um 1920, breitgelagerter, dreigeschossiger Putzbau mit Zwerchhäusern, Altanen und halbrunden Treppenhäusern, Heimatstil mit expressionistischen Stuckdekor | 094 14973          | Baudenkmal                       | Häusergruppe            |
| Schleiermacherstraße 31 (Karte) | Wohnhaus                        | Erbaut um 1905, repräsentativer viergeschossiger Putzbau auf gemauertem Sockel, Mittelerker, Fassadengestaltung mit phantasievollem Stuckdekor, besonders im Erker- und Portalbereich, Jugendstil | 094 14982          | Baudenkmal                       | Wohnhaus                |
| Schleiermacherstraße 32 (Karte) | Wohnhaus                        | Erbaut zwischen 1900 und 1905, schlichter viergeschossiger Putzbau mit fassadenbeherrschendem Mittelerker, zurückhaltender Stuckdekor, Jugendstil | 094 14983          | Baudenkmal                       | Wohnhaus                |
| Schleiermacherstraße 33 (Karte) | Wohnhaus                        | Erbaut um 1905, ansehnlicher viergeschossiger Putzbau mit Altan, vegetabil und ornamental gestaltete Stuckfelder, Jugendstil | 094 14984          | Baudenkmal                       | Wohnhaus                |
| Schleiermacherstraße 34 (Karte) | Wohnhaus                        | Erbaut um 1910, ansehnlicher viergeschossiger Putzbau, Mittelerker mit Balkonen, Zwischengesims, Jugendstilstuckdekor im Fensterbereich | 094 14985          | Baudenkmal                       | Wohnhaus                |
| Schleiermacherstraße 38 (Karte) | Wohnhaus                        | Erbaut 1905, viergeschossiger Ziegelbau mit exquisitem Stuckdekor in vegetabilen und ornamentalen Formen sowie Masken an Balkonen, Fenstern und Türen, Jugendstil | 094 15000          | Baudenkmal                       | Wohnhaus                |
| Schleiermacherstraße 39 (Karte) | Wohnhaus                        | Erbaut 1907, dreigeschossiger Putzbau mit breitem Risalit, Stuckdekor aus Laubgirlanden und ornamental gestalteten Feldern, Jugendstil | 094 14632          | Baudenkmal                       | Wohnhaus                |
| Schleiermacherstraße 40 (Karte) | Wohnhaus                        | Erbaut um 1905, viergeschossiger breitgelagerter Putzbau mit Erkern und Balkonen, Stuckdekor aus geometrischen Figuren und Laubgirlanden, Jugendstil | 094 14631          | Baudenkmal                       | Wohnhaus                |
| Schleiermacherstraße 41 (Karte) | Wohnhaus                        | Erbaut Ende des 19. Jh., repräsentativer viergeschossiger Ziegelbau, Seitenrisalit, Stuckdekor im Fensterbereich, Neurenaissance | 094 14616          | Baudenkmal                       | Wohnhaus                |
| Schleiermacherstraße 42 (Karte) | Wohnhaus                        | Erbaut um 1905, stattlicher viergeschossiger Putzbau von zwölf Achsen Breite, giebelbekrönte Kastenerker mit dazwischen liegenden Balkonen, Laubfriese, Jugendstil | 094 14615          | Baudenkmal                       | Wohnhaus                |
| Schleiermacherstraße 43 (Karte) | Wohnhaus                        | Erbaut Ende des 19. Jh., dreigeschossiger Ziegelbau in markanter Ecklage, durch spitzhelmbekröntem Eckerker betont, schlichter Stuckdekor in neubarocker Formensprache | 094 14614          | Baudenkmal                       | Wohnhaus                |
| Schleiermacherstraße 44 (Karte) | Wohnhaus                        | Erbaut 1905, viergeschossiger Putzbau mit Erkern, Balkonbrüstungen mit vegetabilem Stuckdekor, ornamentaler Stuck im Fensterbereich, Jugendstil | 094 14604          | Baudenkmal                       | Wohnhaus                |
| Schleiermacherstraße 45 (Karte) | Wohnhaus                        | Erbaut um 1905, viergeschossiger Putzbau mit hohen Kastenerkern, reich mit Stuckdekor gestaltete Fassade, filigran gearbeiteter schmiedeeiserner Zaun, Jugendstil | 094 14605          | Baudenkmal                       | Wohnhaus                |
| Schleiermacherstraße 46 (Karte) | Wohnhaus                        | Erbaut um 1905, viergeschossiger Putzbau mit geschweiftem Giebel, Erkern und Balkonen, sparsamer Stuckdekor im Jugendstil | 094 14606          | Baudenkmal                       | Wohnhaus                |
| Schleiermacherstraße 47 (Karte) | Wohnhaus                        | Erbaut um 1905, viergeschossiger Putzbau mit weithin sichtbarem Zwiebelturm, Erkern und Balkonen, floraler Stuckdekor, Jugendstil | 094 14607          | Baudenkmal                       | Wohnhaus                |
| Schopenhauerstraße 3 (Karte) | Häusergruppe                    | Erbaut 1872–1874, ursprünglich Arbeiterwohnhäuser der Firma Jentzsch, seit 1883 „Jentzsche Kinderbewahranstalt Adelheidsruh“, sozialgeschichtliches Zeugnis für frühe Formen des Arbeiterwohnungsbaus und unternehmerisch initiierter Sozialversorgung                                                                                  | 094 05019          | Baudenkmal                       | Häusergruppe            |
| Schopenhauerstraße 4 (Karte) | Erholungsheim                   | Erbaut 1938/39, ehemaliges Kinderheim Adelheidsruh, zweieinhalb- bis dreigeschossiger Putzbau auf Porphyrsockel mit Walmdächern, qualitätvolles Beispiel des Heimatstils der Zwischenkriegszeit, Architekt Wilhelm Jost | 094 97044          | Baudenkmal                       | Weitere Bilder          |
| Steffensstraße 5, 7, 9, 11 (Karte) | Häusergruppe                    | Erbaut ca. 1930, ursprünglich erhaltene, zweigeschossige Putzbauten im schlichten Stil des Neuen Bauens, mit Garten und Einfriedung | 094 14559          | Baudenkmal                       | Weitere Bilder          |
| Thomas-Müntzer-Platz 3 (Karte) | Wohnhaus                        | Erbaut ca, 1880/90, platzbildprägender dreigeschossiger Ziegelbau mit schlichter spätklassizistischer Putzgliederung | 094 70043          | Baudenkmal                       | Wohnhaus                |
| Thomas-Müntzer-Platz 4 (Karte) | Wohnhaus                        | Erbaut ca. 1880/90, platzbildprägender dreigeschossiger Ziegelbau in herausgehobener Ecklage mit repräsentativer spätklassizistischer Putzgliederung | 094 70045          | Baudenkmal                       | Wohnhaus                |
| Thomas-Müntzer-Platz 5 (Karte) | Wohnhaus                        | Erbaut ca. 1880/90, platzbildprägender dreigeschossiger Ziegelbau mit Putzgliederung, Fassadendekor in Anlehnung an Renaissanceformen | 094 70044          | Baudenkmal                       | Wohnhaus                |
| Thomas-Müntzer-Platz 6 (Karte) | Wohnhaus                        | Erbaut ca. 1880/90, dreieinhalbgeschossiger, platzbildprägender Putzbau mit repräsentativer Neurenaissancefassade | 094 14510          | Baudenkmal                       | Wohnhaus                |
| Uhlandstraße 1 (Karte) | Wohnhaus                        | Erbaut ca. 1886–1890, viergeschossiger Putzbau in straßenbildprägender Ecklage mit reich gegliederter eklektizistischer Fassade in Neurenaissance- und Neubarockformen | 094 12991          | Baudenkmal                       | Wohnhaus                |
| Uhlandstraße 3 (Karte) | Wohnhaus                        | Erbaut ca. 1886–1890, viergeschossiger Ziegelbau mit aufwendig stuckierter neubarocker Fassade | 094 15005          | Baudenkmal                       | Wohnhaus                |
| Uhlandstraße 4 (Karte) | Wohnhaus                        | Erbaut ca. 1886–1890, viergeschossiger Putzbau mit Mittelrisalit und aufwendiger Fassadengliederung mit feinem Stuck in spätklassizistischen, neubarocken und Neurenaissanceformen | 094 15006          | Baudenkmal                       | Wohnhaus                |
| Uhlandstraße 4a (Karte) | Wohnhaus                        | Erbaut Ende d. 19. Jahrhunderts, viergeschossiger Ziegelbau mit übergiebeltem Mittelrisalit und schlichter spätklassizistischer Putzgliederung | 094 15004          | Baudenkmal                       | Wohnhaus                |
| Uhlandstraße 5 (Karte) | Wohnhaus                        | Erbaut Anfang des 20. Jh., viergeschossiger Ziegelbau mit reichem neubarocken Stuckdekor über den Fenstern der Beletage | 094 15003          | Baudenkmal                       | Wohnhaus                |
| Uhlandstraße 6 (Karte) | Wohnhaus                        | Erbaut Anfang des 20. Jh., dreigeschossiger Ziegelbau in straßenbildprägender Ecklage mit Erkern, Seitenrisalit und spitzhelmbekröntem Eckturm, in der Beletage neubarocker Stuckdekor | 094 15002          | Baudenkmal                       | Wohnhaus                |
| Uhlandstraße 9 (Karte) | Wohnhaus                        | Erbaut Anfang des 20. Jh., viergeschossiger Ziegelbau mit repräsentativer neubarocker Stuckgliederung | 094 14992          | Baudenkmal                       | Wohnhaus                |
| Uhlandstraße 10 (Karte) | Wohnhaus                        | Erbaut Anfang des 20. Jh., viergeschossiger Ziegelbau mit repräsentativem neubarocken Stuckdekor | 094 14991          | Baudenkmal                       | Wohnhaus                |
| Uhlandstraße 12 (Karte) | Verbindungshaus                 | Erbaut 1895, ehemals Haus der studentischen Burschenschaft „Tuisconia“, zweieinhalbgeschossiger Ziegelbau mit Ziergiebeln und reich profilierten Sandsteingewänden im Stil der deutschen Renaissance, Architekt Friedrich Fahro | 094 13053          | Baudenkmal                       | Verbindungshaus         |
| Viktor-Scheffel-Straße 1 (Karte) | Wohnhaus                        | Erbaut nach 1897, repräsentativer viergeschossiger Ziegelbau mit reich stuckiertem neubarocken Fassadendekor | 094 15008          | Baudenkmal                       | Wohnhaus                |
| Viktor-Scheffel-Straße 2 (Karte) | Wohnhaus                        | Erbaut nach 1897, repräsentativer viergeschossiger Ziegelbau mit reich stuckiertem neubarocken Fassadendekor | 094 15009          | Baudenkmal                       | Wohnhaus                |
| Viktor-Scheffel-Straße 3 (Karte) | Wohnhaus                        | Erbaut nach 1897, stattlicher viergeschossiger Ziegelbau mit großem Mittelerker, repräsentative spätklassizistische Putzgliederung | 094 15010          | Baudenkmal                       | Wohnhaus                |
| Viktor-Scheffel-Straße 4 (Karte) | Wohnhaus                        | Erbaut nach 1897, repräsentativer viergeschossiger Ziegelbau mit reich stuckiertem Fassadenbild in eklektizistischen Formen mit neubarocken, klassizistischen und Jugendstilelementen | 094 15011          | Baudenkmal                       | Wohnhaus                |
| Viktor-Scheffel-Straße 6 (Karte) | Wohnhaus                        | Erbaut nach 1897, viergeschossiger Ziegelbau mit repräsentativer spätklassizistisch-renaissancehafter Putzgliederung | 094 15013          | Baudenkmal                       | Wohnhaus                |
| Viktor-Scheffel-Straße 7 (Karte) | Wohnhaus                        | Erbaut nach 1897, viergeschossiger Ziegelbau in straßenbildprägender Ecklage mit Erkern und polygonalem Eckturm, Fassade mit repräsentativem Putzdekor in barockisierenden und renaissancehaften Formen | 094 15014          | Baudenkmal                       | Wohnhaus                |
| Viktor-Scheffel-Straße 8 (Karte) | Wohnhaus                        | Erbaut nach 1897, dreigeschossiger Ziegelbau in straßenbildprägender Ecklage mit spitzhelmbekröntem Eckerker, repräsentativer Putzdekor mit barockisierenden und floralen Jugendstilelementen | 094 15015          | Baudenkmal                       | Wohnhaus                |
| Viktor-Scheffel-Straße 10 (Karte) | Wohnhaus                        | Erbaut Ende des 19. Jh., viergeschossiger Ziegelbau mit reicher barockisierender Putzgliederung | 094 15016          | Baudenkmal                       | Wohnhaus                |
| Viktor-Scheffel-Straße 14 (Karte) | Wohnhaus                        | Erbaut nach 1897, viergeschossiger Ziegelbau mit repräsentativer, reich stuckierter, neubarocker Fassade, schönes Portal mit Stuckbekrönung | 094 15017          | Baudenkmal                       | Wohnhaus                |
| Viktor-Scheffel-Straße 15 (Karte) | Wohnhaus                        | Erbaut nach 1897, viergeschossiger Ziegelbau mit repräsentativ gegliederter, reich stuckierter Fassade in neubarocken Formen | 094 15018          | Baudenkmal                       | Wohnhaus                |
| Viktor-Scheffel-Straße 17 (Karte) | Wohnhaus                        | Erbaut Ende d. 19. Jh., dreigeschossiger, repräsentativer Ziegelbau mit giebelbekröntem Erker, Putzdekor im Fensterbereich im Stil der Neurenaissance | 094 97090          | Baudenkmal                       | Wohnhaus                |
| Wielandstraße 3 (Karte) | Wohnhaus                        | Erbaut Anfang des 20. Jh., viergeschossiger Ziegelbau in straßenbildprägender Ecklage mit Polygon- und Dreieckserkern, schöner Putzdekor in Jugendstilformen | 094 15058          | Baudenkmal                       | Wohnhaus                |
| Wielandstraße 4 (Karte) | Wohnhaus                        | Erbaut Anfang des 20. Jh., viergeschossiger Ziegelbau mit Putzgliederung aus originellem Jugendstildekor in ornamentalen und floralen Formen | 094 15057          | Baudenkmal                       | Wohnhaus                |
| Wielandstraße 5 (Karte) | Wohnhaus                        | Erbaut Anfang des 20. Jh., viergeschossiger Putzbau in straßenbildprägender Ecklage; sparsamer, aber wirkungsvoller Dekor in kontrastierenden Glatt- und Rauhputzflächen, seltenes Beispiel einer rein geometrischen Jugendstilfassade in Halle                                                                                         | 094 15056          | Baudenkmal                       | Wohnhaus                |
| Wielandstraße 6 (Karte) | Wohnhaus                        | Erbaut Anfang des 20. Jh., viergeschossiger Putzbau mit schönem Dekor in barockisierenden Jugendstilformen | 094 15055          | Baudenkmal                       | Wohnhaus                |
| Wielandstraße 12 (Karte) | Wohnhaus                        | Erbaut Anfang des 20. Jh., viergeschossiger Putzbau in straßenbildprägender Ecklage mit Schweifgiebel, Balkonen und schönem Jugendstildekor | 094 15046          | Baudenkmal                       | Wohnhaus                |
| Wielandstraße 14 (Karte) | Wohnhaus                        | Erbaut Anfang des 20. Jh., viergeschossiger Putzbau in straßenbildprägender Ecklage mit Polygonerker und zwiebelbekröntem Eckturm, origineller Jugendstildekor | 094 15045          | Baudenkmal                       | Wohnhaus                |
| Wielandstraße 18 (Karte) | Wohnhaus                        | Erbaut Anfang des 20. Jh., dreigeschossiger Putzbau mit großem Schweifgiebel und Polygonerkern, sparsamer neubiedermeierlicher Girlandendekor | 094 15044          | Baudenkmal                       | Wohnhaus                |
| Wielandstraße 20 bis 24 (Karte) | Häusergruppe                    | Erbaut Anfang des 20. Jh., als schlossartige Dreiflügelanlage gruppierte dreigeschossige Putzbauten mit beherrschendem Mittelrisalit, darüber Schweifgiebel, bewegte Dachlandschaft, bemerkenswert durch die differenzierte dekorative Verwendung unterschiedlicher Glatt- und Rauhputzarten                                            | 094 15043          | Baudenkmal                       | Häusergruppe            |
| Wielandstraße 25 (Karte) | Wohnhaus                        | | 107 80005          | Baudenkmal                       | Wohnhaus                |
| Wielandstraße 31 (Karte) | Wohnhaus                        | Erbaut Anfang des 20. Jh., viergeschossiger Putzbau mit reichem Jugendstildekor, im Erdgeschoss Masken | 094 15042          | Baudenkmal                       | Wohnhaus                |
| Wielandstraße 32 (Karte) | Wohnhaus                        | Erbaut 1903, repräsentativer viergeschossiger Ziegelbau mit Schweifgiebel und Mittelerker, reicher Putzdekor in eleganten Jugendstilformen | 094 15041          | Baudenkmal                       | Wohnhaus                |
| Willy-Lohmann-Straße 2 (Karte) | Wohnhaus                        | Erbaut ca. 1900, viergeschossiger Ziegelbau mit Mittelrisalit und repräsentativem eklektizistischen Putzdekor | 094 14639          | Baudenkmal                       | Wohnhaus                |
| Willy-Lohmann-Straße 3 (Karte) | Wohnhaus                        | Erbaut ca. 1900, viergeschossiger Ziegelbau mit Mittelrisalit und repräsentativem eklektizistischen Putzdekor | 094 14640          | Baudenkmal                       | Wohnhaus                |
| Willy-Lohmann-Straße 4 (Karte) | Wohnhaus                        | Erbaut ca. 1900, viergeschossiger Ziegelbau mit Mittelrisalit und repräsentativem eklektizistischen Putzdekor | 094 14641          | Baudenkmal                       | Wohnhaus                |
| Willy-Lohmann-Straße 5 (Karte) | Wohnhaus                        | Erbaut ca. 1900, viergeschossiger Ziegelbau mit Mittelrisalit und Putzgliederung aus schönem floralen Jugendstildekor in Fensterbekrönungen und Gesimszone | 094 14642          | Baudenkmal                       | Wohnhaus                |
| Willy-Lohmann-Straße 6 (Karte) | Wohnhaus                        | Erbaut ca. 1910, dreigeschossiger Putzbau mit Seitenrisalit und Zwerchhaus, strenger Jugendstildekor in neoklassizistisch angehauchten Formen | 094 14643          | Baudenkmal                       | Wohnhaus                |
| Willy-Lohmann-Straße 6a (Karte) | Verwaltungsgebäude              | Erbaut 1925/26 als ehemalige Ruhegehaltskasse für deutsche Rechtsanwälte und Notare, gutes Beispiel für eine durch proportionale Vergröberung von Gliederungselementen erzielte Monumentalisierung von Architekturformen des Neuen Bauens, Architekten: Gustav Wolff und Wilhelm Ulrich                                                 | 094 12383          | Baudenkmal                       | Verwaltungsgebäude      |
| Willy-Lohmann-Straße 8 (Karte) | Wohnhaus                        | Erbaut ca. 1910, dreigeschossiger Putzbau mit ausgebautem Dachgeschoss, Loggien im Mittelrisalit und säulengetragener Portalvorbau in sparsamen Jugendstilformen | 094 14647          | Baudenkmal                       | Wohnhaus                |
| Willy-Lohmann-Straße 11 (Karte) | Wohnhaus                        | Erbaut Anfang des 20. Jh., drei- bis viergeschossiger Putzbau mit Loggien und geschweiften Giebeln, sparsamer Jugendstildekor | 094 14645          | Baudenkmal                       | Wohnhaus                |
| Willy-Lohmann-Straße 12 (Karte) | Wohnhaus                        | Erbaut Anfang des 20. Jh., repräsentativer Putzbau mit Mittelrisalit, Loggien und polygonal gebrochenem Zwerchgiebel, strenge Jugendstilformen | 094 14644          | Baudenkmal                       | Wohnhaus                |
| Willy-Lohmann-Straße 21 (Karte) | Wohnhaus                        | Erbaut ca. 1900, Ziegelbau mit kräftig stuckierten, giebelbekrönten Risaliten in Ecklage, Fensterrahmungen in Anlehnung an spätgotische Formen | 094 14633          | Baudenkmal                       | Wohnhaus                |
| Willy-Lohmann-Straße 22 (Karte) | Wohnhaus                        | Erbaut ca. 1900, viergeschossiger Ziegelbau mit Mittelrisalit und repräsentativer Putzgliederung in Anlehnung an spätgotische Formen | 094 14634          | Baudenkmal                       | Wohnhaus                |
| Willy-Lohmann-Straße 23 (Karte) | Wohnhaus                        | Erbaut ca. 1900, viergeschossiger Ziegelbau mit Mittelrisalit, reiche Putzgliederung in Anlehnung an spätgotische Formen | 094 14635          | Baudenkmal                       | Wohnhaus                |
| Willy-Lohmann-Straße 24 (Karte) | Wohnhaus                        | Erbaut ca. 1900, viergeschossiger Ziegelbau mit Altanen und reichem Putzdekor in barockisierenden Jugendstilformen | 094 14636          | Baudenkmal                       | Wohnhaus                |
| Windthorststraße 1 (Karte) | Wohnhaus                        | Erbaut um 1900, viergeschossiger Ziegelbau mit Mansarddach in straßenbildprägender Ecklage, Kastenerker mit Rundbogenfenstern, geschweiften Giebeln und floralem Stuckdekor des Jugendstils | 094 12984          | Baudenkmal                       | Wohnhaus                |
| Windthorststraße 2 (Karte) | Wohnhaus                        | Erbaut um 1900, dreigeschossiger Ziegelbau, im Erdgeschoss Rundbogenfenster und repräsentativ gerahmtes Portal, Putzdekor mit Neurenaissance- und Jugendstilelementen | 094 14493          | Baudenkmal                       | Wohnhaus                |
| Windthorststraße 3 (Karte) | Wohnhaus                        | Erbaut um 1900, schlichter, viergeschossiger Ziegelbau mit symmetrisch gestaltetem Putzdekor in Neubarock- und Jugendstilformen | 094 14492          | Baudenkmal                       | Wohnhaus                |
| Windthorststraße 4 (Karte) | Wohnhaus                        | Erbaut um 1900, der Straßenkrümmung folgender, dreigeschossiger Ziegelbau mit reich gegliederter Fassade, Stuckdekor in spätklassizistischen und barockisierenden Formen | 094 14491          | Baudenkmal                       | Wohnhaus                |
| Windthorststraße 5 (Karte) | Wohnhaus                        | Erbaut um 1900, viergeschossiger Ziegelbau, im Grundriss der Straßenkrümmung folgend, Putzgliederung mit Kleeblatt- und Kielbögen über den Fenstern, aparter floraler Jugendstildekor | 094 14489          | Baudenkmal                       | Wohnhaus                |
| Windthorststraße 7 (Karte) | Wohnhaus                        | Erbaut um 1900, viergeschossiger Ziegelbau, im Untergeschoss und zweiten Obergeschoss Rundbogenfenster, originelle Verwendung des roten Ziegelmaterials vor hellem Putzgrund | 094 14486          | Baudenkmal                       | Wohnhaus                |
| Windthorststraße 8 (Karte) | Wohnhaus                        | Erbaut 1890er Jahre, repräsentativer viergeschossiger Putzbau über Souterrain mit reicher neubarocker Fassade | 094 14602          | Baudenkmal                       | Wohnhaus                |
| Windthorststraße 9 (Karte) | Wohnhaus                        | Erbaut um 1890, viereinhalbgeschossiger Putzbau mit schlichter, aber gut gegliederter Neurenaissancefassade | 094 14601          | Baudenkmal                       | Wohnhaus                |
| Windthorststraße 10 (Karte) | Wohnhaus                        | Erbaut um 1890, viereinhalbgeschossiger Putzbau mit gut gegliederter Neurenaissancefassade, reich stuckierte Gesimszone mit Muschel- und Maskenrelief | 094 14600          | Baudenkmal                       | Wohnhaus                |
| Windthorststraße 11 (Karte) | Wohnhaus                        | Erbaut um 1890, viereinhalbgeschossiger Putzbau mit schlichter, aber gut gegliederter Neurenaissancefassade | 094 14599          | Baudenkmal                       | Wohnhaus                |
| Windthorststraße 12 (Karte) | Wohnhaus                        | Erbaut um 1890, viereinhalbgeschossiger Putzbau mit schlichter, aber gut gegliederter Neurenaissancefassade | 094 14598          | Baudenkmal                       | Wohnhaus                |
| Windthorststraße 14 (Karte) | Wohnhaus                        | Erbaut 1890er Jahre, viergeschossiger Ziegelbau über Souterrain mit Putzgliederung in ausgewogen proportionierten Neurenaissanceformen | 094 14596          | Baudenkmal                       | Wohnhaus                |
| Windthorststraße 15 (Karte) | Wohnhaus                        | Erbaut Ende des 19. Jh., viergeschossiger Ziegelbau mit symmetrisch gestalteter, spätklassizistisch geprägter Fassadengliederung und neubarockem Stuckdekor | 094 14595          | Baudenkmal                       | Wohnhaus                |
| Windthorststraße 16 (Karte) | Wohnhaus                        | Erbaut 1901, viergeschossiger Ziegelbau über Souterrain mit schlichter, spätklassizistisch geprägter Fassadengliederung und sparsamem Stuckdekor | 094 14594          | Baudenkmal                       | Wohnhaus                |
| Windthorststraße 17 (Karte) | Wohnhaus                        | Erbaut um 1900, viergeschossiger Ziegelbau über Souterrain, spätklassizistisch geprägte Putzgliederung mit sparsamem Jugendstildekor | 094 14593          | Baudenkmal                       | Wohnhaus                |
| Windthorststraße 18 (Karte) | Wohnhaus                        | Erbaut 1901, viergeschossiger Ziegelbau über Souterrain mit reichem, teils figuralem, teils ornamentalem Stuckdekor in Jugendstilformen | 094 14592          | Baudenkmal                       | Wohnhaus                |
| Windthorststraße 20 (Karte) | Wohnhaus                        | Erbaut um 1900, dreigeschossiger Ziegelbau mit Putzgliederung in Ecklage, schlichter jugendstilähnlicher Fassadendekor mit Putzbändern | 094 14591          | Baudenkmal                       | Wohnhaus                |
| Windthorststraße 22 (Karte) | Wohnhaus                        | Erbaut um 1900, der Straßenkrümmung folgender, dreigeschossiger Ziegelbau mit Seitenrisalit und schlichtem barockisierendem Putzdekor, Beletage durch Baluster im Fensterbereich betont | 094 14589          | Baudenkmal                       | Wohnhaus                |
| Windthorststraße 25 (Karte) | Wohnhaus                        | Erbaut um 1900, dreigeschossiger Ziegelbau mit Mansarddach, acht Fensterachsen breit, im Erdgeschoss Rundbogenfenster, repräsentativ stuckierter barockisierender Fassadendekor | 094 14496          | Baudenkmal                       | Wohnhaus                |
| Windthorststraße 26 (Karte) | Wohnhaus                        | Erbaut um 1900, dreigeschossiger Ziegelbau mit Mansarddach, acht Fensterachsen breit, im Erdgeschoss Arkadenfolge mit Segmentbogenfenstern, reizvoller barockisierender Stuckdekor in den Fensterbekrönungen | 094 14495          | Baudenkmal                       | Wohnhaus                |
| Windthorststraße 27 (Karte) | Wohnhaus                        | Erbaut um 1900, ansehnlicher, dreigeschossiger Ziegelbau mit Mansarddach, Putzquaderung im Erdgeschoss und ornamental reliefiertes Traufgesims | 094 14494          | Baudenkmal                       | Wohnhaus                |

## Ehemalige Kulturdenkmale nach Stadtteilen
Die nachfolgenden Objekte waren ursprünglich ebenfalls denkmalgeschützt oder wurden in der Literatur als Kulturdenkmale geführt. Die Denkmale bestehen heute jedoch nicht mehr, ihre Unterschutzstellung wurde aufgehoben oder sie werden nicht mehr als Denkmale betrachtet.

### Paulusviertel
| Lage                                | Bezeichnung                    | Beschreibung | Erfassungs- nummer | Ausweisungsart | Bild                           |
| ----------------------------------- | ------------------------------ | --- | ------------------ | -------------- | ------------------------------ |
| Adolf-von-Harnack-Straße 1 (Karte)  | Wohnhaus                       | Bei Bauarbeiten im Zuge von Instandsetzungsmaßnahmen ohne Benachrichtigung der Denkmalschutzbehörde erfolgten Veränderungen, die zum Verlust der Denkmaleigenschaft führten. 2016 wurde das Wohnhaus aus dem Denkmalverzeichnis ausgetragen. Das Gebäude ist jedoch weiterhin Bestandteil eines Denkmalbereichs. | 094 14456          | Baudenkmal     | BW                             |
| Adolf-von-Harnack-Straße 4 (Karte)  | Wohnhaus                       | Wohnhaus Erbaut etwa 1890, dreigeschossiger Ziegelbau über Souterrain mit Mansarddach, polygonal vortretendem Mittelerker und reichem eklektizistischem Fassadenstuck in Formen der Renaissance und des Frühbarocks. Bei Sanierungsarbeiten waren in der Vergangenheit die für die Denkmaleigenschaft wesentlichen Elemente im Gebäudeinneren verlorengegangen. Im September 2020 erfolgte daher die Austragung aus dem Denkmalverzeichnis.                                                   | 094 14454          | Baudenkmal     | Wohnhaus                       |
| Adolf-von-Harnack-Straße 28 (Karte) | Wohnhaus                       | Erbaut ca. 1890, dreigeschossiger Ziegelbau über Souterrain mit Mansarddach und guter Putzgliederung im Neurenaissancestil, im Jahr 2018 wurde die Denkmaleigenschaft wegen Verfalls, Abbruchs aus bauordnungsrechtlichen Gründen oder ungenehmigter Veränderungen aberkannt. | 094 14434          | Baudenkmal     | Wohnhaus                       |
| Carl-von-Ossietzky-Straße 3 (Karte) | Wohnhaus                       | Erbaut Ende des 19. Jahrhunderts, repräsentativer viergeschossiger Ziegelbau mit Putzgliederung in Stilanklängen an die Renaissance, leicht vorstehender Mittelrisalit mit Stuckdekor. Nach Verlust der Denkmaleigenschaft 2019 aus dem Denkmalverzeichnis ausgetragen. | 094 14938          | Baudenkmal     | Wohnhaus                       |
| Fritz-Reuter-Straße 4 (Karte)       | Wohnhaus Fritz-Reuter-Straße 4 | Wohnhaus Erbaut 1880er Jahre, repräsentativer, viereinhalbgeschossiger, spätklassizistischer Putzbau mit giebelbekröntem Mittelrisalit und reichem figürlichen und vegetabilen Stuckdekor, im Jahr 2021 aus dem Denkmalverzeichnis gestrichen. | 094 14620          | Baudenkmal     | Wohnhaus Fritz-Reuter-Straße 4 |
| Goethestraße 2 (Karte)              | Wohnhaus                       | Bei Bauarbeiten im Zuge von Instandsetzungsmaßnahmen ohne Benachrichtigung der Denkmalschutzbehörde erfolgten Veränderungen, die zum Verlust der Denkmaleigenschaft führten. 2016 wurde das Wohnhaus aus dem Denkmalverzeichnis ausgetragen. Das Gebäude ist jedoch weiterhin Bestandteil eines Denkmalbereichs. | 094 15078          | Baudenkmal     | BW                             |
| Goethestraße 10 (Karte)             | Wohnhaus                       | Bei Bauarbeiten im Zuge von Instandsetzungsmaßnahmen ohne Benachrichtigung der Denkmalschutzbehörde erfolgten Veränderungen, die zum Verlust der Denkmaleigenschaft führten. 2016 wurde das Wohnhaus aus dem Denkmalverzeichnis ausgetragen. Das Gebäude ist jedoch weiterhin Bestandteil eines Denkmalbereichs. | 094 15071          | Baudenkmal     | BW                             |
| Goethestraße 24 (Karte)             | Wohnhaus                       | Bei Bauarbeiten im Zuge von Instandsetzungsmaßnahmen ohne Benachrichtigung der Denkmalschutzbehörde erfolgten Veränderungen, die zum Verlust der Denkmaleigenschaft führten. 2015 wurde das Wohnhaus aus dem Denkmalverzeichnis ausgetragen. Das Gebäude ist jedoch weiterhin Bestandteil eines Denkmalbereichs. | 094 15036          | Baudenkmal     | BW                             |
| Goethestraße 29 (Karte)             | Wohnhaus                       | Wohnhaus Erbaut um 1895, viergeschossiger neubarocker Ziegelbau mit Putzgliederung, Mittelerker, Betonung der Beletage durch Dreiecksgiebel über Fenstern. Bei einer Ortsbegehung am 16. Juli 2020 wurde festgestellt, dass bei einer Sanierung Anfang der 1990er Jahre die für die Denkmaleigenschaft wesentlichen Bestandteile, wie historische Oberflächen, Fenster und Wohnungsausstattungen, verlorengegangen waren. Daher wurde das Gebäude 2020 aus dem Denkmalverzeichnis gestrichen. | 094 15033          | Baudenkmal     | Wohnhaus                       |
| Goethestraße 33 (Karte)             | Wohn- und Geschäftshaus        | Wohn- und Geschäftshaus, nach Verlust der Denkmaleigenschaft 2019 aus dem Denkmalverzeichnis ausgetragen. | 094 15029          | Baudenkmal     | Wohn- und Geschäftshaus        |
| Herderstraße 4 (Karte)              | Wohnhaus                       | Bei Bauarbeiten im Zuge von Instandsetzungsmaßnahmen ohne Benachrichtigung der Denkmalschutzbehörde erfolgten Veränderungen, die zum Verlust der Denkmaleigenschaft führten. 2015 wurde das Wohnhaus aus dem Denkmalverzeichnis ausgetragen. Das Gebäude ist jedoch weiterhin Bestandteil eines Denkmalbereichs. | 094 14902          | Baudenkmal     | BW                             |
| Herweghstraße 96 (Karte)            | Wohnhaus                       | Zweigeschossiges Wohnhaus aus der Zeit um 1890, durch Umbauten im Inneren ging die Denkmaleigenschaft verloren, im Jahr 2017 wurde das Objekt aus dem Denkmalverzeichnis gelöscht. | 094 14514          | Baudenkmal     | Wohnhaus                       |
| Lessingstraße 43 (Karte)            | Wohnhaus                       | Erbaut circa 1885–1890, dreigeschossiger Putzbau mit Mezzanin und Seitenrisalit, repräsentativ gestaltete spätklassizistische Fassade. Nach einem Abbruch 2019 soll die Austragung aus dem Denkmalverzeichnis erfolgt sein. Allerdings ist das Gebäude weiterhin vorhanden (Stand 2020), so dass vermutlich nur die Denkmaleigenschaft erloschen ist. | 094 14869          | Baudenkmal     | Wohnhaus                       |
| Paracelsusstraße 5a (Karte)         | Wohn- und Geschäftshaus        | Erbaut um 1900, viergeschossiger Putzbau mit Dreieckserkern, Jugendstilstuckdekor in einfachen Formen im Fensterbereich, durch Umbauten im Inneren ging die Denkmaleigenschaft verloren, im Jahr 2017 wurde das Objekt aus dem Denkmalverzeichnis gelöscht | 094 14849          | Baudenkmal     | Wohn- und Geschäftshaus        |
| Schillerstraße 26 (Karte)           | Wohnhaus                       | Erbaut Ende des 19. Jahrhunderts, repräsentativer fünfgeschossiger Putzbau mit plastischem Stuckdekor im Fensterbereich aus Giebeln und Balustern, Neubarock. Nach Verlust der Denkmaleigenschaft 2019 aus dem Denkmalverzeichnis ausgetragen. | 094 15105          | Baudenkmal     | Wohnhaus                       |
| Viktor-Scheffel-Straße 5 (Karte)    | Wohnhaus                       | Erbaut nach 1897, viergeschossiger Ziegelbau mit repräsentativer spätklassizistischer Putzgliederung, im vierten Obergeschoss Pilaster mit Kompositkapitellen. Nach Verlust der Denkmaleigenschaft 2019 aus dem Denkmalverzeichnis ausgetragen. | 094 15012          | Baudenkmal     | Wohnhaus                       |
| Windthorststraße 13 (Karte)         | Wohnhaus                       | viereinhalbgeschossiges Wohnhaus im Stil der Neorenaissance aus der Zeit um 1890, durch Umbauten ging die Denkmaleigenschaft als Einzeldenkmal verloren, im Jahr 2017 wurde das Objekt aus dem Denkmalverzeichnis gelöscht, wobei es jedoch Teil eines Denkmalbereichs blieb | 094 14597          | Baudenkmal     | BW                             |
| Windthorststraße 24 (Karte)         | Wohnhaus                       | Bei Bauarbeiten im Zuge von Instandsetzungsmaßnahmen ohne Benachrichtigung der Denkmalschutzbehörde erfolgten Veränderungen, die zum Verlust der Denkmaleigenschaft führten. 2015 wurde das Wohnhaus aus dem Denkmalverzeichnis ausgetragen. | 094 14586          | Baudenkmal     | BW                             |

## Legende
- Lage: Nennt den Straßennamen und wenn vorhanden die Hausnummer des Kulturdenkmals. Die Grundsortierung der Liste erfolgt nach dieser Adresse. Der Link „Karte“ führt zu verschiedenen Kartendarstellungen und nennt die Koordinaten des Kulturdenkmals.
- Bezeichnung: Nennt den Namen, die Bezeichnung oder die Art des Kulturdenkmals.
- Beschreibung: Nennt bauliche und geschichtliche Einzelheiten des Kulturdenkmals, vorzugsweise die Denkmaleigenschaften.
- Erfassungsnummer: Für jedes Kulturdenkmal wird in Sachsen-Anhalt eine 20stellige Erfassungsnummer vergeben. Derzeit lauten die letzten zwölf Ziffern jeweils 0. Daher wird hier auf die Wiedergabe der letzten zwölf Stellen verzichtet.
- Ausweisungsart: Die Einordnung nach §2 Abs. 2 DenkmSchG LSA
- Bild: Ein Bild des Denkmales